# 関ジャニ∞クロニクル
『関ジャニ∞クロニクル』（かんジャニクロニクル）および『関ジャニ∞クロニクルF』（かんジャニクロニクルエフ）は、フジテレビ系列で2015年5月16日から2022年3月21日まで放送されていたバラエティ番組。関ジャニ∞のフジテレビで初の冠番組である。
番組開始から2020年3月28日までは『関ジャニ∞クロニクル』として毎週土曜、2020年4月27日から番組終了までは『関ジャニ∞クロニクルF』として毎週月曜 23:00 - 23:40（JST）に放送していた。

## 概要

### 関ジャニ∞クロニクル（概要）
関ジャニ∞のメンバー7人が、様々な企画にチャレンジし新たな一面を魅せる、フジテレビでの初の冠番組である。企画は基本的にはメンバー7人全員で参加する（ソロ企画・コントなどは除く）。コーナーの冒頭には「関ジャニ∞の○○が××した結果」というナレーターのフリがあり、企画終了後のナレーターのコメントで「企画を行った結果□□が分かった」という新発見が毎週繰り広げられる。また本格的なコントにも初挑戦している。
2018年4月14日よりフジテレビ（関東地区）での放送日時が毎週土曜日 10:53 - 11:21（JST）に変更された。
2018年4月15日に渋谷すばるは同年7月15日をもって関ジャニ∞脱退・同年大晦日でジャニーズ事務所退所を発表したことに伴い、渋谷の出演は同年7月7日が最後の出演となった。
2019年9月5日に錦戸亮は同年9月3日をもって関ジャニ∞脱退・同月末でジャニーズ事務所退所を発表したことに伴い、錦戸の出演は同年8月30日が最後の出演となった。

### 関ジャニ∞クロニクルF（概要）
2020年4月27日より、同じくフジテレビ系にて毎週月曜 23:00 - 23:40（JST）から『関ジャニ∞クロニクルF』と改題し、新番組として全国ネットで放送開始。
秘密基地をコンセプトとしたスタジオで、設置されたタブレットに表示された“フォルダ（F）”の中からメンバー自身が好きなテーマを選び、トークやゲームを展開していく。
関ジャニ∞がグループとして出演するバラエティー番組では初となる見逃し配信を行い、放送後1週間、FODや民放公式テレビポータルTVerでの視聴が可能となった。
2022年3月21日の放送をもって最終回となり、『-クロニクル』時代から開始した「クロニクルシリーズ」は約7年の歴史に幕を下ろした。番組終了後は同年5月10日（9日深夜）より、放送枠を変更し『関ジャニ∞の あとはご自由に』を放送。また、本番組開始当初に総合演出を担当していた福山晋司が、同番組では編成企画を担当している。

### 特別編成放送
※総集編や再放送を除く。
※全て『関ジャニ∞クロニクル』のみ。
2016年1月1日（金曜日）23:30 - 翌0:30（JST）には、『関ジャニ∞クロニクル いきなりお正月でSP』と題し、初の1時間拡大版が全国ネットで放送された。尚、番組初の元日での放送となった。
同年6月24日（金曜日）23:00 - 23:58（JST）には、『関ジャニ∞クロニクル バッキバキにバズれ!!SP』と題し、1時間拡大版の第2弾が正月同様全国ネットで放送された。
2017年1月3日（火曜日）23:30 - 翌0:30（JST）には、『関ジャニ∞クロニクル いきなり正月からワチャワチャSP』と題し、1時間拡大版の第3弾が前述同様全国ネットで放送された。
同年7月19日（水曜日）22:00 - 22:54（JST）には、『関ジャニ∞クロニクル えげつないクセまみれSP』と題し、1時間拡大版の第4弾が前述同様全国ネットで放送された。また、番組初のゴールデンタイム・プライムタイムでの放送となった。
同年9月10日には、『FNS27時間テレビ にほんのれきし』のワンコーナーとして、ビートたけしをゲストに迎え全国ネットで放送された。
2018年1月3日（水曜日）23:30 - 翌0:30（JST）には、『関ジャニ∞クロニクル ぶち上げろ2018正月SP』と題し、1時間拡大版の第5弾が前述同様全国ネットで放送された。
同年9月9日には、『FNS27時間テレビ にほん人は何を食べてきたのか?』のワンコーナーとして、ビートたけしをゲストに迎え全国ネットで放送された。同番組では2年連続2回目の放送となる。
2019年1月1日（火曜日）23:30 - 翌0:30（JST）には、『関ジャニ∞クロニクル 真夜中のおひとり様東京大捜索SP』と題し、1時間拡大版の第6弾が前述同様全国ネットで放送された。尚、2016年以来となる3年ぶりの元日での放送となった。
同年8月14日（水曜日）22:00 - 23:34（JST）には、『関ジャニ∞クロニクル 2019真夏の100分SP!』と題し、94分拡大版の第7弾が前述同様全国ネットで放送された。
同年11月3日には、『FNS27時間テレビ にほんのスポーツは強いっ!』のワンコーナーとして、全国ネットで番組初の生放送で放送された。同番組では3年連続3回目の放送となる。

## 出演者
メイン出演者（レギュラー）
- 関ジャニ∞
  - 横山裕
  - 村上信五
  - 丸山隆平
  - 安田章大
  - 大倉忠義

関ジャニ∞クロニクル時代の出演者
- 元関ジャニ∞
  - 渋谷すばる - 2018年7月7日放送分(#147)まで出演。
  - 錦戸亮 - 2019年8月31日放送分(#201)まで出演。

## 放送リスト
- コーナー欄は、出典[23][24]や番組公式サイトより引用。
- ゲスト欄は、進行として出演するアナウンサーや、一部を除きコーナーに出演する一般人は割愛。

### 関ジャニ∞クロニクル（放送リスト）

#### 2015年
| 回 | 放送日   | コーナー                              | 参加メンバー                             | ゲスト           | 備考 |
| -- | -------- | ------------------------------------- | ---------------------------------------- | ---------------- | ---- |
| 1  | 5月16日  | 手つなぎぶらり旅                      | 横山、渋谷、村上、丸山、安田、錦戸、大倉 | 無し             |      |
| 1  | 5月16日  | フェイククロニクル                    | 横山、大倉                               | 無し             |      |
| 1  | 5月16日  | おばあちゃんジェスチャークイズ        | 村上、大倉                               | 無し             |      |
| 2  | 5月23日  | 7人で卓球の達人に挑戦                 | 横山、渋谷、村上、丸山、安田、錦戸、大倉 | 無し             |      |
| 2  | 5月23日  | フェイククロニクル                    | 安田、錦戸                               | 無し             |      |
| 2  | 5月23日  | おばあちゃんジェスチャークイズ        | 村上、大倉                               | 無し             |      |
| 3  | 5月30日  | いきなりドッジ                        | 横山、渋谷、村上、丸山、安田、錦戸、大倉 | 無し             |      |
| 3  | 5月30日  | フェイククロニクル                    | 横山、錦戸、丸山、安田、大倉             | 無し             |      |
| 3  | 5月30日  | 「強く 強く 強く」MV制作              | 渋谷、村上、安田、大倉                   | 無し             |      |
| 4  | 6月6日   | 動物スタンプラリー                    | 横山、渋谷、村上、丸山、安田、錦戸、大倉 | 無し             |      |
| 4  | 6月6日   | 激論!!クロニクル                      | 安田、錦戸                               | 無し             |      |
| 4  | 6月6日   | 「強く 強く 強く」MV制作              | 横山、丸山、錦戸                         | 無し             |      |
| 5  | 6月20日  | 動物スタンプラリー                    | 横山、渋谷、村上、丸山、安田、錦戸、大倉 | 無し             |      |
| 5  | 6月20日  | 英会話伝言ゲーム                      | 横山、村上、錦戸                         | 無し             |      |
| 5  | 6月20日  | 絶対に失敗しない男                    | 丸山                                     | 無し             |      |
| 6  | 6月27日  | いきなりドッジ                        | 横山、渋谷、村上、丸山、安田、錦戸、大倉 | 無し             |      |
| 6  | 6月27日  | フェイククロニクル                    | 村上、丸山                               | 無し             |      |
| 6  | 6月27日  | フェイククロニクル                    | 渋谷                                     | 無し             |      |
| 7  | 7月4日   | クイズ!お1人様に聞きました            | 横山、渋谷、村上、丸山、安田、錦戸、大倉 | 無し             |      |
| 7  | 7月4日   | すばるとな〜み                        | 渋谷                                     | 渡辺直美         |      |
| 7  | 7月4日   | おばあちゃんジェスチャークイズ        | 村上、大倉                               | 無し             |      |
| 8  | 7月11日  | 7人でバスケットボールの達人に挑戦     | 横山、渋谷、村上、丸山、安田、錦戸、大倉 | 無し             |      |
| 8  | 7月11日  | すばるとな〜み                        | 渋谷                                     | 渡辺直美         |      |
| 8  | 7月11日  | おばあちゃんジェスチャークイズ        | 村上、大倉                               | 無し             |      |
| 9  | 7月18日  | 関ジャニ∞が女心について考えてみた結果 | 横山、渋谷、村上、丸山、安田、錦戸、大倉 | 無し             |      |
| 9  | 7月18日  | 裏ナレーション刑事                    | 錦戸、大倉                               | 千鳥             |      |
| 10 | 7月25日  | 英会話伝言ゲーム                      | 横山、村上、錦戸                         | 無し             |      |
| 10 | 7月25日  | ゲストは誰でしょう?                   | 横山、渋谷、村上、丸山、安田、錦戸、大倉 | 篠原ともえ       |      |
| 11 | 8月1日   | 関ジャニ∞が女心について考えてみた結果 | 横山、渋谷、村上、丸山、安田、錦戸、大倉 | 無し             |      |
| 11 | 8月1日   | おばあちゃんジェスチャークイズ        | 村上、大倉                               | 無し             |      |
| 12 | 8月8日   | いきなりドッジ                        | 横山、渋谷、村上、丸山、安田、錦戸、大倉 | 篠原信一         |      |
| 12 | 8月8日   | 前向き記者会見                        | 横山、渋谷、村上、丸山、安田、錦戸、大倉 | 無し             |      |
| 13 | 8月15日  | 成長No.1のメンバーを調査した結果      | 横山、渋谷、村上、丸山、安田、錦戸、大倉 | 無し             |      |
| 13 | 8月15日  | 前向き記者会見                        | 横山、渋谷、村上、丸山、安田、錦戸、大倉 | 無し             |      |
| 14 | 8月22日  | 7人でビーチバレーの達人に挑戦         | 横山、渋谷、村上、丸山、安田、錦戸、大倉 | 無し             |      |
| 14 | 8月22日  | すばるとな〜み                        | 渋谷                                     | 渡辺直美         |      |
| 14 | 8月22日  | 裏ナレーション刑事                    | 渋谷、安田                               | 千鳥             |      |
| 15 | 8月29日  | 英会話伝言ゲーム                      | 横山、村上、錦戸                         | 無し             |      |
| 15 | 8月29日  | ゲストは誰でしょう?                   | 横山、渋谷、村上、丸山、安田、錦戸、大倉 | 小林麻耶         |      |
| 15 | 8月29日  | おばあちゃんジェスチャークイズ        | 村上、大倉                               | 無し             |      |
| 16 | 9月5日   | イケメンカメラ目線スポーツ            | 横山、渋谷、村上、丸山、安田、錦戸、大倉 | 無し             |      |
| 16 | 9月5日   | ハーモニカマン                        | 渋谷                                     | 無し             |      |
| 17 | 9月12日  | クイズ!お1人様に聞きました            | 横山、渋谷、村上、丸山、安田、錦戸、大倉 | 無し             |      |
| 17 | 9月12日  | すばるとな〜み                        | 渋谷                                     | 渡辺直美         |      |
| 18 | 9月19日  | イケメンカメラ目線スポーツ            | 横山、渋谷、村上、丸山、安田、錦戸、大倉 | 無し             |      |
| 18 | 9月19日  | やっぱり猫が好き                      | 安田                                     | マキタスポーツ   |      |
| 19 | 9月26日  | 英会話伝言ゲーム                      | 横山、村上、錦戸                         | 無し             |      |
| 19 | 9月26日  | 関ジャニ∞が女心について考えてみた結果 | 横山、渋谷、村上、丸山、安田、錦戸、大倉 | 無し             |      |
| 20 | 10月3日  | いきなりドッジ                        | 横山、渋谷、村上、丸山、安田、錦戸、大倉 | 本間朋晃         |      |
| 20 | 10月3日  | 裏ナレーション刑事                    | 丸山、大倉                               | 博多華丸・大吉   |      |
| 21 | 10月10日 | 関ジャニ∞が女心について考えてみた結果 | 横山、渋谷、村上、丸山、安田、錦戸、大倉 | 無し             |      |
| 21 | 10月10日 | ラブスーパーマン                      | 錦戸                                     | 無し             |      |
| 21 | 10月10日 | 英会話伝言ゲーム                      | 横山、村上、錦戸                         | 無し             |      |
| 22 | 10月17日 | ゲストは誰でしょう?                   | 横山、渋谷、村上、丸山、安田、錦戸、大倉 | IKKO             |      |
| 22 | 10月17日 | 裏ナレーション刑事                    | 横山、錦戸                               | 博多華丸・大吉   |      |
| 22 | 10月17日 | 絶対に失敗しない男                    | 丸山                                     | 無し             |      |
| 23 | 10月24日 | イケメンカメラ目線スポーツ            | 横山、渋谷、村上、丸山、安田、錦戸、大倉 | 無し             |      |
| 23 | 10月24日 | ラブスーパーマン                      | 錦戸                                     | 無し             |      |
| 23 | 10月24日 | すばるとな〜み                        | 渋谷                                     | 渡辺直美         |      |
| 24 | 11月7日  | 関ジャニ∞が女心について考えてみた結果 | 横山、渋谷、村上、丸山、安田、錦戸、大倉 | 無し             |      |
| 24 | 11月7日  | ラブスーパーマン                      | 錦戸                                     | 無し             |      |
| 24 | 11月7日  | 元気な関ジャニ∞ 渋谷あたりに出没中    | 渋谷                                     | 無し             |      |
| 24 | 11月7日  | 元気な関ジャニ∞ 渋谷あたりに出没中    | 丸山、安田                               | 無し             |      |
| 25 | 11月14日 | ゲストは誰でしょう?                   | 横山、渋谷、村上、丸山、安田、錦戸、大倉 | 寺田心           |      |
| 25 | 11月14日 | 裏ナレーション刑事                    | 安田、大倉                               | ドランクドラゴン |      |
| 25 | 11月14日 | 元気な関ジャニ∞ 渋谷あたりに出没中    | 村上、大倉                               | 無し             |      |
| 25 | 11月14日 | 元気な関ジャニ∞ 渋谷あたりに出没中    | 横山、錦戸                               | 無し             |      |
| 25 | 11月14日 | すぐムキになる横山の時間              | 横山、渋谷、村上、安田、大倉             | 無し             |      |
| 26 | 11月21日 | No.1なのにさんを探せ!                 | 横山、渋谷、村上、丸山、安田、錦戸、大倉 | 無し             |      |
| 26 | 11月21日 | ラブスーパーマン                      | 錦戸                                     | 無し             |      |
| 27 | 11月28日 | 英会話伝言ゲーム                      | 横山、村上、錦戸                         | 無し             |      |
| 27 | 11月28日 | No.1なのにさんを探せ!                 | 横山、渋谷、村上、丸山、安田、錦戸、大倉 | 無し             |      |
| 28 | 12月5日  | イケメンカメラ目線スポーツ            | 横山、渋谷、村上、丸山、安田、錦戸、大倉 | 無し             |      |
| 28 | 12月5日  | 妄想ぼっちメシ                        | 大倉                                     | 無し             |      |
| 29 | 12月12日 | ゲストは誰でしょう?                   | 横山、渋谷、村上、丸山、安田、錦戸、大倉 | SHELLY           |      |
| 29 | 12月12日 | 関ジャニ∞が女心について考えてみた結果 | 横山、渋谷、村上、丸山、安田、錦戸、大倉 | 無し             |      |
| 30 | 12月19日 | いきなりドッジ                        | 横山、渋谷、村上、丸山、安田、錦戸、大倉 | 的場浩司         |      |
| 30 | 12月19日 | ラブスーパーマン                      | 錦戸                                     | 無し             |      |
| 31 | 12月26日 | 裏ナレーション刑事                    | 渋谷、村上                               | ドランクドラゴン |      |
| 31 | 12月26日 | 成長No.1のメンバーを調査した結果      | 横山、渋谷、村上、丸山、安田、錦戸、大倉 | 無し             |      |
| 31 | 12月26日 | すばるとな〜み                        | 渋谷                                     | 渡辺直美         |      |

#### 2016年
| 回 | 放送日      | コーナー                                                 | 参加メンバー                             | ゲスト                                                                 | 備考     |
| -- | ----------- | -------------------------------------------------------- | ---------------------------------------- | ---------------------------------------------------------------------- | -------- |
| SP | 1月1日(金)  | いきなりドッジ                                           | 横山、渋谷、村上、丸山、安田、錦戸、大倉 | 長瀬智也（TOKIO）                                                      | [ 注 5 ] |
| SP | 1月1日(金)  | カウントダウンの瞬間を記念撮影                           | 横山、渋谷、村上、丸山、安田、錦戸、大倉 | 無し                                                                   | [ 注 5 ] |
| SP | 1月1日(金)  | ラブスーパーマン                                         | 錦戸                                     | 無し                                                                   | [ 注 5 ] |
| SP | 1月1日(金)  | 関ジャニ∞が女心について考えてみた結果                    | 横山、渋谷、村上、丸山、安田、錦戸、大倉 | 松本伊代、大久保佳代子（オアシズ）、千秋、道端アンジェリカ、河北麻友子 | [ 注 5 ] |
| 32 | 1月9日      | 関ジャニ∞が女心について考えてみた結果                    | 横山、渋谷、村上、丸山、安田、錦戸、大倉 | 松本伊代、大久保佳代子（オアシズ）、千秋、道端アンジェリカ、河北麻友子 |          |
| 32 | 1月9日      | なんとか成立させろ記者会見 『新説・桃太郎』              | 横山、渋谷、村上、丸山、安田、錦戸、大倉 | マキタスポーツ                                                         |          |
| 32 | 1月9日      | すばるとな〜み                                           | 渋谷                                     | 渡辺直美                                                               |          |
| 33 | 1月16日     | イケメンカメラ目線スポーツ                               | 横山、渋谷、村上、丸山、安田、錦戸、大倉 | 無し                                                                   |          |
| 33 | 1月16日     | 妄想ぼっちメシ                                           | 大倉                                     | 無し                                                                   |          |
| 33 | 1月16日     | ラブスーパーマン                                         | 錦戸                                     | 無し                                                                   |          |
| 34 | 1月23日     | 英会話伝言ゲーム                                         | 横山、村上、錦戸                         | 無し                                                                   |          |
| 34 | 1月23日     | ゲストは誰でしょう?                                      | 横山、渋谷、村上、丸山、安田、錦戸、大倉 | ジミー大西、野間口徹                                                   |          |
| 34 | 1月23日     | すばるとな〜み                                           | 渋谷                                     | 渡辺直美                                                               |          |
| 35 | 1月30日     | イケメンカメラ目線スポーツ                               | 横山、渋谷、村上、丸山、安田、錦戸       | 無し                                                                   |          |
| 35 | 1月30日     | ラブスーパーマン                                         | 錦戸                                     | 無し                                                                   |          |
| 35 | 1月30日     | ハーモニカマン                                           | 渋谷                                     | 無し                                                                   |          |
| 36 | 2月6日      | 関ジャニ∞が女心について考えてみた結果                    | 横山、渋谷、村上、丸山、安田、錦戸、大倉 | 無し                                                                   |          |
| 36 | 2月6日      | なんとか成立させろ記者会見 『新説・桃太郎 リターンズ』   | 横山、渋谷、村上、丸山、安田、錦戸、大倉 | マキタスポーツ                                                         |          |
| 36 | 2月6日      | パロディーコント 『フラジャイル』                        | 安田                                     | 無し                                                                   |          |
| 37 | 2月13日     | いきなりドッジ                                           | 横山、渋谷、村上、丸山、安田、錦戸、大倉 | おかずクラブ                                                           |          |
| 37 | 2月13日     | すばるとな〜み                                           | 渋谷                                     | 渡辺直美                                                               |          |
| 38 | 2月20日     | No.1なのにさんを探せ!                                    | 横山、渋谷、村上、丸山、安田、錦戸、大倉 | 無し                                                                   |          |
| 39 | 2月27日     | 関ジャニ∞が女心について考えてみた結果                    | 横山、渋谷、村上、丸山、安田、錦戸、大倉 | 無し                                                                   |          |
| 39 | 2月27日     | すぐムキになる横山の時間                                 | 横山、渋谷、村上、安田、大倉             | 無し                                                                   |          |
| 39 | 2月27日     | 絶対に失敗しない男                                       | 丸山                                     | 無し                                                                   |          |
| 40 | 3月5日      | イケメンカメラ目線スポーツ                               | 横山、渋谷、村上、丸山、安田、錦戸、大倉 | 大久保佳代子                                                           |          |
| 40 | 3月5日      | ネイリストYASU                                           | 安田                                     | 藤本敏史（FUJIWARA）                                                   |          |
| 41 | 3月12日     | クイズ!お1人様に聞きました                               | 横山、渋谷、村上、丸山、安田、錦戸、大倉 | 無し                                                                   |          |
| 41 | 3月12日     | ラブスーパーマン                                         | 錦戸                                     | 無し                                                                   |          |
| 42 | 3月19日     | 妄想ぼっちメシ                                           | 大倉                                     | 無し                                                                   |          |
| 42 | 3月19日     | タズラーGP（ターゲット：大倉）                           | 横山、渋谷、村上、丸山、安田、錦戸、大倉 | 無し                                                                   |          |
| 42 | 3月19日     | ラブスーパーマン                                         | 錦戸                                     | 無し                                                                   |          |
| 43 | 3月26日     | ラブスーパーマン                                         | 錦戸                                     | 無し                                                                   |          |
| 43 | 3月26日     | 成長No.1のメンバーを調査した結果                         | 横山、渋谷、村上、丸山、安田、錦戸、大倉 | 無し                                                                   |          |
| 44 | 4月2日      | いきなりドッジ                                           | 横山、渋谷、村上、丸山、安田、錦戸、大倉 | 勝村政信                                                               |          |
| 44 | 4月2日      | CC2                                                      | 渋谷、安田                               | 無し                                                                   |          |
| 45 | 4月9日      | No.1なのにさんを探せ!                                    | 横山、渋谷、村上、丸山、安田、錦戸、大倉 | 無し                                                                   |          |
| 46 | 4月16日     | ゲストは誰でしょう?                                      | 横山、渋谷、村上、丸山、安田、錦戸、大倉 | 亀田興毅、野間口徹                                                     |          |
| 46 | 4月16日     | CC2                                                      | 渋谷、安田                               | 無し                                                                   |          |
| 46 | 4月16日     | 一人、多い…                                              | 横山、渋谷、村上、丸山、安田、錦戸、大倉 | ジミー大西                                                             |          |
| 46 | 4月16日     | 裏ナレーション刑事                                       | 横山、渋谷                               | ナイツ                                                                 |          |
| 47 | 4月23日     | 英会話伝言ゲーム                                         | 横山、村上、錦戸                         | 無し                                                                   |          |
| 47 | 4月23日     | なんとか成立させろ記者会見 『新説・浦島太郎』            | 横山、渋谷、村上、丸山、安田、錦戸、大倉 | マキタスポーツ                                                         |          |
| 47 | 4月23日     | ネイリスト・YASU                                         | 安田                                     | 馬場裕之（ロバート）                                                   |          |
| 48 | 4月30日     | イケメンカメラ目線スポーツ                               | 横山、渋谷、村上、丸山、安田、錦戸、大倉 | 無し                                                                   |          |
| 48 | 4月30日     | ラブスーパーマン                                         | 錦戸                                     | 無し                                                                   |          |
| 48 | 4月30日     | 裏ナレーション刑事                                       | 安田、錦戸                               | ナイツ                                                                 |          |
| 49 | 5月7日      | タズラーGP（ターゲット：大倉）                           | 横山、渋谷、村上、丸山、安田、錦戸、大倉 | 無し                                                                   |          |
| 49 | 5月7日      | ラブスーパーマン                                         | 錦戸                                     | 無し                                                                   |          |
| 49 | 5月7日      | CC2                                                      | 渋谷、安田                               | 無し                                                                   |          |
| 50 | 5月14日     | 英会話伝言ゲーム                                         | 横山、村上、錦戸                         | 無し                                                                   |          |
| 50 | 5月14日     | なんとか成立させろ記者会見 『新説・浦島太郎 リターンズ』 | 横山、渋谷、村上、丸山、安田、錦戸、大倉 | マキタスポーツ                                                         |          |
| 50 | 5月14日     | 妄想ぼっちメシ                                           | 大倉                                     | 無し                                                                   |          |
| 51 | 5月21日     | みんだ・せつおゲーム                                     | 横山、村上                               | 無し                                                                   |          |
| 51 | 5月21日     | イケメンカメラ目線スポーツ                               | 横山、渋谷、村上、丸山、安田、錦戸、大倉 | 無し                                                                   |          |
| 51 | 5月21日     | みんだ・せつおゲーム                                     | 渋谷、丸山                               | 無し                                                                   |          |
| 52 | 5月28日     | No.1なのにさんを探せ!                                    | 横山、渋谷、村上、丸山、安田、錦戸、大倉 | 無し                                                                   |          |
| 52 | 5月28日     | みんだ・せつおゲーム                                     | 村上、錦戸                               | 無し                                                                   |          |
| 53 | 6月4日      | いきなりドッジ                                           | 横山、渋谷、村上、丸山、安田、錦戸、大倉 | 小籔千豊                                                               |          |
| 53 | 6月4日      | バッキバキ体操                                           | 横山、渋谷、村上、丸山、安田、錦戸、大倉 | 無し                                                                   |          |
| 54 | 6月11日     | みんだ・せつおゲーム                                     | 横山、丸山                               | 無し                                                                   |          |
| 54 | 6月11日     | 即泣きトライアル                                         | 横山、渋谷、村上、丸山、安田、錦戸、大倉 | 無し                                                                   |          |
| 54 | 6月11日     | バッキバキ体操                                           | 横山、渋谷、村上、丸山、安田、錦戸、大倉 | ニッチェ                                                               |          |
| 55 | 6月18日     | 関ジャニ∞クロニクル SP予習編                             | 村上                                     | －                                                                     |          |
| SP | 6月24日(金) | いきなりドッジ                                           | 横山、渋谷、村上、丸山、安田、錦戸、大倉 | 波瑠                                                                   | [ 注 7 ] |
| SP | 6月24日(金) | No.1なのにさんを探せ!                                    | 横山、渋谷、村上、丸山、安田、錦戸、大倉 | 無し                                                                   | [ 注 7 ] |
| SP | 6月24日(金) | バッキバキ体操                                           | 横山、渋谷、村上、丸山、安田、錦戸、大倉 | 斎藤司（トレンディエンジェル）                                         | [ 注 7 ] |
| 56 | 6月25日     | 横山的思わず嫉妬した大賞                                 | 横山、渋谷、村上、丸山、安田、錦戸、大倉 | 無し                                                                   |          |
| 56 | 6月25日     | バキフェッショナル 体操の流儀                            | 無し                                     | 斎藤司                                                                 |          |
| 57 | 7月2日      | 自称そっくりサスペンス                                   | 横山、渋谷、村上、丸山、安田、錦戸、大倉 | 無し                                                                   |          |
| 57 | 7月2日      | バキフェッショナル 体操の流儀                            | 無し                                     | DJ KOO（TRF）                                                          |          |
| 57 | 7月2日      | みんだ・せつおゲーム                                     | 渋谷、錦戸                               | 無し                                                                   |          |
| 58 | 7月9日      | イケメンカメラ目線スポーツ                               | 横山、渋谷、村上、丸山、安田、錦戸、大倉 | 中島裕翔（Hey! Say! JUMP）、遠藤憲一                                   |          |
| 59 | 7月16日     | 英会話伝言ゲーム                                         | 横山、村上、錦戸                         | 無し                                                                   |          |
| 59 | 7月16日     | イケメンカメラ目線スポーツ                               | 横山、渋谷、村上、丸山、安田、錦戸、大倉 | 中島裕翔（Hey! Say! JUMP）、遠藤憲一                                   |          |
| 60 | 7月23日     | 自称そっくりサスペンス                                   | 横山、渋谷、村上、丸山、安田、錦戸、大倉 | 無し                                                                   |          |
| 60 | 7月23日     | ネイリストYASU                                           | 安田                                     | 井戸田潤（スピードワゴン）                                             |          |
| 61 | 7月30日     | No.1なのにさんを探せ!                                    | 横山、渋谷、村上、丸山、安田、錦戸、大倉 | 無し                                                                   |          |
| 62 | 8月6日      | 即泣きトライアル                                         | 横山、渋谷、村上、丸山、安田、錦戸、大倉 | 無し                                                                   |          |
| 62 | 8月6日      | CC2                                                      | 渋谷、安田                               | 無し                                                                   |          |
| 63 | 8月13日     | タズラーGP（ターゲット：渋谷）                           | 横山、渋谷、村上、丸山、安田、錦戸、大倉 | 無し                                                                   |          |
| 63 | 8月13日     | 絶対に失敗しない男                                       | 丸山                                     | 無し                                                                   |          |
| 64 | 8月20日     | もひとりおるおる                                         | 渋谷、丸山、安田、錦戸、大倉             | 河北麻友子、蛭子能収                                                   |          |
| 64 | 8月20日     | 英会話伝言ゲーム                                         | 横山、村上、錦戸                         | 無し                                                                   |          |
| 65 | 8月27日     | いきなりドッジ                                           | 横山、渋谷、村上、丸山、安田、錦戸、大倉 | 上地雄輔                                                               |          |
| 66 | 9月3日      | もひとりおるおる                                         | 渋谷、丸山、安田、錦戸、大倉             | 河北麻友子、蛭子能収                                                   |          |
| 66 | 9月3日      | 英会話伝言ゲーム                                         | 横山、村上、錦戸                         | 無し                                                                   |          |
| 66 | 9月3日      | パロディーコント 『ON 異常犯罪捜査官・藤堂比奈子』       | 横山、渋谷、村上、丸山                   | 無し                                                                   |          |
| 67 | 9月10日     | 自称そっくりサスペンス                                   | 横山、渋谷、村上、丸山、安田、錦戸、大倉 | 無し                                                                   |          |
| 67 | 9月10日     | ハーモニカマン                                           | 渋谷                                     | 無し                                                                   |          |
| 68 | 9月17日     | 真実堂書店                                               | 渋谷、村上、丸山、大倉                   | 桐谷美玲                                                               |          |
| 68 | 9月17日     | 売名登竜門                                               | 横山、渋谷、村上、丸山、安田、錦戸、大倉 | のばしぼん                                                             |          |
| 69 | 9月24日     | 自称そっくりサスペンス                                   | 横山、渋谷、村上、丸山、安田、錦戸、大倉 | 無し                                                                   |          |
| 69 | 9月24日     | 妄想ぼっちメシ                                           | 大倉                                     | 無し                                                                   |          |
| 69 | 9月24日     | みんだ・せつおゲーム                                     | 横山、安田                               | 無し                                                                   |          |
| 70 | 10月1日     | 真実堂書店                                               | 渋谷、村上、丸山、大倉                   | 菊川怜                                                                 |          |
| 70 | 10月1日     | 売名登竜門                                               | 横山、渋谷、村上、丸山、安田、錦戸、大倉 | キック                                                                 |          |
| 71 | 10月8日     | いきなりドッジ                                           | 横山、渋谷、村上、丸山、安田、錦戸、大倉 | 佐藤健                                                                 |          |
| 72 | 10月22日    | No.1なのにさんを探せ!                                    | 横山、渋谷、村上、丸山、安田、錦戸、大倉 | 無し                                                                   |          |
| 73 | 10月29日    | もひとりおるおる                                         | 渋谷、丸山、安田、錦戸、大倉             | 武井壮、赤江珠緒                                                       |          |
| 73 | 10月29日    | クロニクル・ザ・ベストテン                               | 横山、渋谷、村上、丸山、安田、錦戸、大倉 | 無し                                                                   |          |
| 73 | 10月29日    | CC2                                                      | 渋谷、安田                               | 無し                                                                   |          |
| 74 | 11月5日     | 真実堂書店                                               | 渋谷、村上、丸山、大倉                   | 押切もえ                                                               |          |
| 74 | 11月5日     | クロニクル・ザ・ベストテン                               | 横山、渋谷、村上、丸山、安田、錦戸、大倉 | 無し                                                                   |          |
| 75 | 11月12日    | もひとりおるおる                                         | 渋谷、丸山、安田、錦戸、大倉             | 武井壮、赤江珠緒                                                       |          |
| 75 | 11月12日    | 英会話伝言ゲーム                                         | 横山、村上、錦戸                         | 無し                                                                   |          |
| 75 | 11月12日    | みんだ・せつおゲーム                                     | 渋谷、大倉                               | 無し                                                                   |          |
| 76 | 11月19日    | クイズ!お1人様に聞きました                               | 横山、渋谷、村上、丸山、安田、錦戸、大倉 | 無し                                                                   |          |
| 77 | 11月26日    | イケメンカメラ目線スポーツ                               | 横山、渋谷、村上、丸山、安田、錦戸、大倉 | ムロツヨシ、野間口徹                                                   |          |
| 78 | 12月3日     | イケメンカメラ目線スポーツ                               | 横山、渋谷、村上、丸山、安田、錦戸、大倉 | ムロツヨシ、野間口徹                                                   |          |
| 78 | 12月3日     | 売名登竜門                                               | 横山、渋谷、村上、丸山、安田、錦戸、大倉 | 3ガガヘッズ                                                            |          |
| 79 | 12月17日    | 即泣きトライアル                                         | 横山、渋谷、村上、丸山、安田、錦戸、大倉 | 南果歩                                                                 |          |
| 80 | 12月24日    | 真実堂書店                                               | 渋谷、村上、丸山、大倉                   | 高橋真麻                                                               |          |
| 80 | 12月24日    | ラブスーパーマン                                         | 錦戸                                     | 無し                                                                   |          |
| 80 | 12月24日    | CC2                                                      | 渋谷、安田                               | 無し                                                                   |          |

#### 2017年
| 回  | 放送日      | コーナー                                         | 参加メンバー                             | ゲスト                                                         | 備考      |
| --- | ----------- | ------------------------------------------------ | ---------------------------------------- | -------------------------------------------------------------- | --------- |
| SP  | 1月3日(火)  | いきなりドッジ                                   | 横山、渋谷、村上、丸山、安田、錦戸、大倉 | 生田斗真、瑛太                                                 | [ 注 8 ]  |
| SP  | 1月3日(火)  | 真実堂書店                                       | 渋谷、村上、丸山、大倉                   | 山本美月、又吉直樹（ピース）                                   | [ 注 8 ]  |
| SP  | 1月3日(火)  | イケメンカメラ目線スポーツ                       | 横山、渋谷、村上、丸山、安田、錦戸、大倉 | 無し                                                           | [ 注 8 ]  |
| 81  | 1月14日     | 横山的思わず嫉妬した大賞                         | 横山、渋谷、村上、丸山、安田、錦戸、大倉 | 無し                                                           |           |
| 81  | 1月14日     | イケメンカメラ目線スポーツ                       | 横山、渋谷、村上、丸山、安田、錦戸、大倉 | 無し                                                           |           |
| 82  | 1月21日     | 自称そっくりサスペンス                           | 横山、渋谷、村上、丸山、安田、錦戸、大倉 | 無し                                                           |           |
| 82  | 1月21日     | 売名登竜門                                       | 横山、渋谷、村上、丸山、安田、錦戸、大倉 | ペンギンズ                                                     |           |
| 83  | 1月28日     | もひとりおるおる                                 | 渋谷、丸山、錦戸、大倉                   | 小杉竜一（ブラックマヨネーズ）、持田香織（Every Little Thing） |           |
| 83  | 1月28日     | パロディーコント 『破門 ふたりのヤクビョーガミ』 | 横山、村上、安田                         | 佐々木蔵之介、木下ほうか                                       |           |
| 84  | 2月4日      | 真実堂書店                                       | 渋谷、村上、丸山、大倉                   | 大久保佳代子（オアシズ）                                       |           |
| 84  | 2月4日      | ラブスーパーマン                                 | 錦戸                                     | 無し                                                           |           |
| 84  | 2月4日      | みんだ・せつおゲーム                             | 横山、渋谷                               | 無し                                                           |           |
| 85  | 2月11日     | もひとりおるおる                                 | 渋谷、丸山、錦戸、大倉                   | 小杉竜一、持田香織                                             |           |
| 85  | 2月11日     | 英会話伝言ゲーム                                 | 横山、村上、錦戸                         |                                                                |           |
| 85  | 2月11日     | すばるとな〜み                                   | 渋谷                                     | 渡辺直美                                                       |           |
| 85  | 2月11日     | みんだ・せつおゲーム                             | 丸山、安田                               | 無し                                                           |           |
| 86  | 2月18日     | いきなりドッジ                                   | 横山、渋谷、村上、丸山、安田、錦戸、大倉 | ヒロミ                                                         |           |
| 87  | 2月25日     | No.1なのにさんを探せ!                            | 横山、渋谷、村上、丸山、安田、錦戸、大倉 | 無し                                                           |           |
| 88  | 3月4日      | ファボられタイムライン                           | 横山、渋谷、村上、丸山、錦戸、大倉       | 小籔千豊                                                       |           |
| 89  | 3月11日     | イケメンカメラ目線スポーツ                       | 横山、渋谷、村上、丸山、錦戸、大倉       | オリエンタルラジオ                                             |           |
| 89  | 3月11日     | エゴサーチ                                       | 横山、丸山                               | 相楽樹                                                         |           |
| 90  | 3月18日     | イケメンカメラ目線スポーツ                       | 横山、渋谷、村上、丸山、錦戸、大倉       | オリエンタルラジオ                                             |           |
| 90  | 3月18日     | すばるとな〜み                                   | 渋谷                                     | 渡辺直美                                                       |           |
| 91  | 3月25日     | 真実堂書店                                       | 渋谷、村上、丸山、大倉                   | 三浦翔平、黒沢かずこ（森三中）                                 |           |
| 91  | 3月25日     | 裏ナレーション刑事                               | 安田、錦戸                               | 千鳥                                                           |           |
| 92  | 4月1日      | もひとりおるおる                                 | 渋谷、丸山、安田、錦戸、大倉             | 千鳥                                                           |           |
| 92  | 4月1日      | アートキングYASU                                 | 村上、安田                               | 三戸なつめ、岩井勇気（ハライチ）、くっきー（野性爆弾）         |           |
| 93  | 4月8日      | もひとりおるおる                                 | 渋谷、丸山、安田、錦戸、大倉             | 千鳥                                                           |           |
| 93  | 4月8日      | 英会話伝言ゲーム                                 | 横山、村上、錦戸                         | 無し                                                           |           |
| 94  | 4月15日     | トガキハウス                                     | 横山、渋谷、村上、丸山、安田、錦戸、大倉 | 山崎育三郎                                                     |           |
| 95  | 4月22日     | 真実堂書店                                       | 渋谷、村上、丸山、大倉                   | 市川紗椰                                                       |           |
| 95  | 4月22日     | アートキングYASU                                 | 村上、安田                               | 観月ありさ、もう中学生、くっきー                               |           |
| 96  | 4月29日     | No.1なのにさんを探せ!                            | 横山、渋谷、村上、丸山、安田、錦戸、大倉 | 無し                                                           |           |
| 97  | 5月13日     | ファボられタイムライン                           | 横山、渋谷、村上、丸山、安田、錦戸、大倉 | 陣内智則                                                       |           |
| 98  | 5月20日     | 英会話伝言ゲーム                                 | 横山、村上、錦戸                         | 無し                                                           |           |
| 98  | 5月20日     | もひとりおるおる                                 | 渋谷、丸山、安田、錦戸、大倉             | 今井翼（タッキー&翼）、りゅうちぇる                            |           |
| 99  | 5月27日     | 代理里帰り                                       | 横山、渋谷、村上、丸山、安田、錦戸、大倉 | 村上健志（フルーツポンチ）                                     |           |
| 100 | 6月3日      | もひとりおるおる                                 | 渋谷、丸山、安田、錦戸、大倉             | 今井翼、りゅうちぇる                                           |           |
| 100 | 6月3日      | エゴサーチ                                       | 丸山、錦戸                               | 優香                                                           |           |
| 101 | 6月10日     | いきなりドッジ                                   | 横山、渋谷、村上、丸山、安田、錦戸、大倉 | 上戸彩、斎藤工                                                 |           |
| 102 | 6月17日     | いきなりドッジ                                   | 横山、渋谷、村上、丸山、安田、錦戸、大倉 | 上戸彩、斎藤工                                                 |           |
| 102 | 6月17日     | 裏ナレーション刑事                               | 横山、村上                               | スリムクラブ                                                   |           |
| 103 | 6月24日     | イケメンカメラ目線スポーツ                       | 横山、渋谷、村上、丸山、安田、錦戸、大倉 | 滝沢秀明（タッキー&翼）、有岡大貴（Hey! Say! JUMP）            |           |
| 104 | 7月1日      | 英会話伝言ゲーム                                 | 横山、村上、錦戸                         | 無し                                                           |           |
| 104 | 7月1日      | イケメンカメラ目線スポーツ                       | 横山、渋谷、村上、丸山、安田、錦戸、大倉 | 滝沢秀明、有岡大貴                                             |           |
| 105 | 7月8日      | トガキハウス                                     | 横山、渋谷、村上、丸山、安田、錦戸、大倉 | 比嘉愛未                                                       |           |
| 106 | 7月15日     | 横山的思わず嫉妬した大賞                         | 横山、渋谷、村上、丸山、安田、錦戸、大倉 | 無し                                                           |           |
| SP  | 7月19日(水) | もひとりおるおる                                 | 横山、渋谷、村上、丸山、安田、錦戸、大倉 | 生瀬勝久、三浦翔平、渡部篤郎                                   |           |
| SP  | 7月19日(水) | もひとりおるおる                                 | 横山、渋谷、村上、丸山、安田、錦戸、大倉 | 芳根京子、松岡茉優、大久保佳代子                               |           |
| SP  | 7月19日(水) | ファボられタイムライン                           | 村上、渋谷、丸山、大倉                   | 陣内智則、指原莉乃、おかずクラブ                               |           |
| 107 | 7月29日     | もひとりおるおる                                 | 横山、渋谷、村上、丸山、安田、錦戸、大倉 | 生瀬勝久、三浦翔平、渡部篤郎                                   |           |
| 107 | 7月29日     | もひとりおるおる                                 | 横山、渋谷、村上、丸山、安田、錦戸、大倉 | 芳根京子、松岡茉優、大久保佳代子                               |           |
| 108 | 8月12日     | 真実堂書店                                       | 渋谷、村上、丸山、大倉                   | 又吉直樹                                                       |           |
| 108 | 8月12日     | 裏ナレーション刑事                               | 横山、安田                               | 千鳥                                                           |           |
| 109 | 8月19日     | ファボられタイムライン                           | 横山、渋谷、安田、大倉                   | 小籔千豊、ぺこ、りゅうちぇる                                   |           |
| 110 | 8月26日     | No.1なのにさんを探せ!                            | 横山、渋谷、村上、丸山、安田、錦戸、大倉 | 無し                                                           |           |
| 111 | 9月9日      | 27時間テレビ直前! 予習SP                         | 横山、安田、大倉                         | －                                                             |           |
| SP  | 9月10日(日) | No.1なのにさんを探せ!                            | 横山、渋谷、村上、丸山、安田、錦戸、大倉 | ビートたけし、剛力彩芽 VTR出演：木下崇俊、伊達泰宗、西山武     | [ 注 10 ] |
| SP  | 9月10日(日) | イケメンカメラ目線スポーツ                       | 横山、渋谷、村上、丸山、安田、錦戸、大倉 | ビートたけし、剛力彩芽 VTR出演：木下崇俊、伊達泰宗、西山武     | [ 注 10 ] |
| 112 | 9月16日     | クイズ!お1人様に聞きました                       | 横山、渋谷、村上、丸山、安田、錦戸、大倉 | 無し                                                           |           |
| 113 | 9月23日     | もひとりおるおる                                 | 渋谷、丸山、安田、錦戸、大倉             | 佐藤健、青山テルマ                                             |           |
| 113 | 9月23日     | 裏ナレーション刑事                               | 安田、大倉                               | サンドウィッチマン                                             |           |
| 114 | 9月30日     | 英会話伝言ゲーム                                 | 横山、村上、錦戸                         | 無し                                                           |           |
| 114 | 9月30日     | もひとりおるおる                                 | 渋谷、丸山、安田、錦戸、大倉             | 佐藤健、青山テルマ                                             |           |
| 115 | 10月7日     | 代理里帰り                                       | 横山、渋谷、村上、丸山、安田、錦戸、大倉 | 加藤諒                                                         |           |
| 116 | 10月14日    | 代理里帰り                                       | 横山、渋谷、村上、丸山、安田、錦戸、大倉 | 加藤諒                                                         |           |
| 116 | 10月14日    | アートキングYASU                                 | 村上、安田                               | 池田美優、篠原ともえ、くっきー                                 |           |
| 117 | 10月21日    | 真実堂書店                                       | 渋谷、村上、丸山、大倉                   | 尾崎世界観（クリープハイプ）                                   |           |
| 117 | 10月21日    | 裏ナレーション刑事                               | 横山、安田                               | 笑い飯                                                         |           |
| 118 | 10月28日    | イケメンカメラ目線スポーツ                       | 横山、渋谷、村上、丸山、安田、錦戸、大倉 | 工藤阿須加、小沢一敬（スピードワゴン）                         |           |
| 119 | 11月18日    | 英会話伝言ゲーム                                 | 横山、村上、錦戸                         | 無し                                                           |           |
| 119 | 11月18日    | イケメンカメラ目線スポーツ                       | 横山、渋谷、村上、丸山、安田、錦戸、大倉 | 工藤阿須加、小沢一敬                                           |           |
| 120 | 11月25日    | トガキハウス                                     | 横山、渋谷、村上、丸山、安田、錦戸、大倉 | ユースケ・サンタマリア                                         |           |
| 121 | 12月2日     | オフ会2パラ中継                                  | 村上、丸山、安田、錦戸                   | 山崎育三郎、高橋真麻、椿鬼奴                                   |           |
| 122 | 12月9日     | スゲーなのに図鑑                                 | 横山、渋谷、村上、丸山、安田、錦戸、大倉 | 中条あやみ、堀江裕介、山口恵以子                               |           |
| 123 | 12月16日    | ファボられタイムライン                           | 横山、渋谷、丸山、錦戸、大倉             | 陣内智則、尼神インター                                         |           |
| 124 | 12月23日    | 横山的思わず嫉妬した大賞                         | 横山、渋谷、村上、丸山、安田、錦戸、大倉 | 無し                                                           |           |

#### 2018年
| 回  | 放送日     | コーナー                      | 参加メンバー                             | ゲスト                                                                                      | 備考      |
| --- | ---------- | ----------------------------- | ---------------------------------------- | ------------------------------------------------------------------------------------------- | --------- |
| SP  | 1月3日(水) | 巨大連凧ぶち上げ!!            | 横山、渋谷、村上、丸山、安田、錦戸、大倉 | 無し                                                                                        | [ 注 11 ] |
| SP  | 1月3日(水) | いきなりドッジ                | 横山、渋谷、村上、丸山、安田、錦戸、大倉 | 桐谷美玲、山崎弘也（アンタッチャブル）                                                      | [ 注 11 ] |
| SP  | 1月3日(水) | スゲーなのに図鑑              | 横山、渋谷、村上、丸山、安田、錦戸、大倉 | 岡田将生 VTR出演：和田明日香、平野レミ                                                      | [ 注 11 ] |
| 125 | 1月20日    | カワイガラレロカンペ          | 横山、渋谷、錦戸、大倉                   | 中尾彬、千鳥                                                                                |           |
| 126 | 1月27日    | もひとりおるおる              | 渋谷、丸山、安田、錦戸、大倉             | 夏菜、長嶋一茂                                                                              |           |
| 126 | 1月27日    | 英会話伝言ゲーム              | 横山、村上、錦戸                         | 無し                                                                                        |           |
| 127 | 2月3日     | 真実堂書店                    | 渋谷、村上、丸山、大倉                   | 壇蜜                                                                                        |           |
| 127 | 2月3日     | 裏ナレーション刑事            | 村上、錦戸                               | 笑い飯                                                                                      |           |
| 128 | 2月10日    | もひとりおるおる              | 渋谷、丸山、安田、錦戸、大倉             | 夏菜、長嶋一茂                                                                              |           |
| 128 | 2月10日    | 裏ナレーション刑事            | 錦戸、大倉                               | サンドウィッチマン                                                                          |           |
| 129 | 2月17日    | オフ会2パラ中継               | 村上、丸山、安田、錦戸                   | 小倉優子 黒沢薫（ゴスペラーズ）、Ms.OOJA 井戸田潤（スピードワゴン）、川村エミコ（たんぽぽ） |           |
| 130 | 2月24日    | ファボられタイムライン        | 横山、渋谷、丸山、安田、錦戸、大倉       | 陣内智則、バービー                                                                          |           |
| 131 | 3月3日     | スゲーなのに図鑑              | 村上、安田                               | たかの友梨                                                                                  |           |
| 131 | 3月3日     | もひとりおるおる              | 渋谷、丸山、安田、錦戸、大倉             | 中山秀征、ブルゾンちえみ                                                                    |           |
| 132 | 3月10日    | いきなりドッジ                | 横山、渋谷、村上、丸山、安田、錦戸、大倉 | さまぁ～ず                                                                                  |           |
| 133 | 3月17日    | いきなりドッジ                | 横山、渋谷、村上、丸山、安田、錦戸、大倉 | さまぁ～ず                                                                                  |           |
| 134 | 3月24日    | もひとりおるおる              | 渋谷、丸山、安田、錦戸、大倉             | 中山秀征、ブルゾンちえみ                                                                    | [ 注 12 ] |
| 135 | 4月14日    | もひとりおるおる              | 横山、渋谷、村上、丸山、安田、錦戸、大倉 | ディーン・フジオカ                                                                          | [ 注 13 ] |
| 135 | 4月14日    | スゲーなのに図鑑              | 横山、丸山                               | 比嘉大吾、具志堅用高                                                                        | [ 注 13 ] |
| 136 | 4月21日    | 真実堂書店                    | 渋谷、村上、丸山、大倉                   | 加藤一二三                                                                                  |           |
| 136 | 4月21日    | もひとりおるおる              | 横山、渋谷、村上、丸山、安田、錦戸、大倉 | ディーン・フジオカ                                                                          |           |
| 137 | 4月28日    | スルーされたニュース          | 横山、安田                               | 大島龍穏                                                                                    |           |
| 137 | 4月28日    | スルーされたニュース          | 横山、安田                               | 山岸義浩                                                                                    |           |
| 138 | 5月5日     | スゲーなのに図鑑              | 村上、錦戸                               | 丹道夫                                                                                      |           |
| 138 | 5月5日     | もひとりおるおる              | 横山、渋谷、村上、丸山、錦戸、大倉       | 高橋克典                                                                                    |           |
| 139 | 5月12日    | 英会話伝言ゲーム              | 横山、村上、錦戸                         | 無し                                                                                        |           |
| 139 | 5月12日    | もひとりおるおる              | 横山、渋谷、村上、丸山、錦戸、大倉       | 高橋克典                                                                                    |           |
| 140 | 5月19日    | 真実堂書店                    | 渋谷、村上、丸山、大倉                   | 眞鍋かをり                                                                                  |           |
| 140 | 5月19日    | もひとりおるおる              | 横山、渋谷、村上、丸山、錦戸、大倉       | 舘ひろし                                                                                    |           |
| 141 | 5月26日    | スルーされたニュース          | 横山、丸山                               | 杉山芙沙子、杉山愛                                                                          |           |
| 141 | 5月26日    | スルーされたニュース          | 横山、丸山                               | アリノリエ、宮崎章                                                                          |           |
| 142 | 6月2日     | スゲーなのに図鑑              | 村上、大倉                               | 森田正光                                                                                    |           |
| 142 | 6月2日     | もひとりおるおる              | 横山、渋谷、村上、丸山、錦戸、大倉       | 舘ひろし                                                                                    |           |
| 143 | 6月9日     | ぶらり短歌                    | 渋谷、村上、丸山                         | 俵万智、又吉直樹（ピース）                                                                  |           |
| 144 | 6月16日    | ぶらり短歌                    | 渋谷、村上、丸山                         | 俵万智、又吉直樹                                                                            |           |
| 145 | 6月23日    | 真実堂書店                    | 渋谷、村上、丸山、大倉                   | 関根麻里                                                                                    |           |
| 145 | 6月23日    | もひとりおるおる              | 横山、丸山、錦戸、大倉                   | 上地雄輔                                                                                    |           |
| 146 | 6月30日    | もひとりおるおる              | 横山、丸山、錦戸、大倉                   | 上地雄輔                                                                                    |           |
| 146 | 6月30日    | 英会話伝言ゲーム              | 横山、村上、錦戸                         | 無し                                                                                        |           |
| 147 | 7月7日     | いきなりドッジ                | 横山、渋谷、村上、丸山、安田、錦戸、大倉 | 無し                                                                                        | [ 注 14 ] |
| 148 | 7月14日    | スルーされたニュース          | 村上、丸山                               | 大崎茂芳                                                                                    |           |
| 148 | 7月14日    | もひとりおるおる              | 横山、丸山、錦戸、大倉                   | 沢村一樹                                                                                    |           |
| 149 | 7月21日    | スゲーなのに図鑑              | 横山、大倉                               | 米村でんじろう                                                                              |           |
| 150 | 7月28日    | スゲーなのに図鑑              | 横山、大倉                               | 米村でんじろう                                                                              |           |
| 150 | 7月28日    | もひとりおるおる              | 横山、丸山、錦戸、大倉                   | 沢村一樹                                                                                    |           |
| 151 | 8月4日     | スルーされたニュース          | 村上、丸山                               | いとうけんいち                                                                              |           |
| 151 | 8月4日     | スルーされたニュース          | 丸山、大倉                               | 丸々もとお                                                                                  |           |
| 152 | 8月11日    | スゲーなのに図鑑              | 村上、錦戸                               | プリンセス天功                                                                              |           |
| 153 | 8月18日    | もひとりおるおる              | 横山、村上、丸山、錦戸、大倉             | 小籔千豊                                                                                    |           |
| 154 | 8月25日    | スゲーなのに図鑑              | 村上、大倉                               | くじら                                                                                      |           |
| 155 | 9月1日     | もひとりおるおる              | 横山、村上、丸山、錦戸、大倉             | 土屋太鳳                                                                                    |           |
| 156 | 9月8日     | 27時間テレビズームアップ企画! | 丸山、錦戸、大倉                         | －                                                                                          |           |
| SP  | 9月9日(日) | スゲーなのに図鑑              | 横山、村上、丸山、安田、錦戸、大倉       | ビートたけし、くっきー（野性爆弾） VTR出演：泉類治、伊達泰宗、坂井好弘                      | [ 注 16 ] |
| 157 | 9月15日    | もひとりおるおる              | 横山、村上、丸山、錦戸、大倉             | 小木博明（おぎやはぎ）                                                                      |           |
| 158 | 9月22日    | スルーされたニュース          | 丸山、大倉                               | オーサ・イェークストロム                                                                    |           |
| 159 | 9月29日    | スゲーなのに図鑑              | 村上、錦戸                               | 一瀬邦夫                                                                                    |           |
| 160 | 10月6日    | もひとりおるおる              | 横山、村上、丸山、安田、錦戸、大倉       | 広瀬アリス                                                                                  |           |
| 161 | 10月20日   | スゲーなのに図鑑              | 横山、大倉                               | 貫啓二、田中洋江                                                                            |           |
| 162 | 10月27日   | 関ジャニ∞ナノニクル           | 横山、村上、丸山、安田、錦戸、大倉       | 無し                                                                                        |           |
| 163 | 11月3日    | もひとりおるおる              | 横山、村上、丸山、安田、錦戸、大倉       | 立川志らく                                                                                  |           |
| 164 | 11月10日   | スルーされたニュース          | 横山、丸山                               | 香取良一                                                                                    |           |
| 165 | 11月17日   | カメラロールリサーチ          | 村上、錦戸、大倉                         | 綱島舞、閑歳孝子、山本早織、鮫島弘子、稲端麻美子                                            |           |
| 166 | 11月24日   | もひとりおるおる              | 横山、村上、丸山、安田、錦戸、大倉       | 八木亜希子                                                                                  |           |
| 167 | 12月1日    | スゲーなのに図鑑              | 村上、錦戸                               | 安藤優子                                                                                    |           |
| 168 | 12月8日    | もひとりおるおる              | 横山、村上、丸山、安田、錦戸、大倉       | 劇団ひとり                                                                                  |           |
| 169 | 12月15日   | スゲーなのに図鑑              | 横山、丸山                               | 清水ミチコ                                                                                  |           |
| 170 | 12月22日   | スルーされたニュース          | 横山、安田                               | 伊藤雅雪                                                                                    |           |
| 170 | 12月22日   | スルーされたニュース          | 横山、丸山                               | 中村秀夫                                                                                    |           |

#### 2019年
| 回  | 放送日      | コーナー                                                                | 参加メンバー                       | ゲスト                                                                          | 備考      |
| --- | ----------- | ----------------------------------------------------------------------- | ---------------------------------- | ------------------------------------------------------------------------------- | --------- |
| SP  | 1月1日(火)  | クイズ!お1人様に聞きました                                              | 横山、村上、丸山、安田、錦戸、大倉 | 日村勇紀（バナナマン）、かたせ梨乃                                              | [ 注 17 ] |
| SP  | 1月1日(火)  | ラブサプライズマン                                                      | 錦戸                               | 無し                                                                            | [ 注 17 ] |
| 171 | 1月12日     | 英会話伝言ゲーム                                                        | 横山、村上、錦戸                   | 無し                                                                            |           |
| 171 | 1月12日     | 横山・大倉に密着!                                                       | 横山、大倉                         | 関西ジャニーズJr.                                                               |           |
| 172 | 1月19日     | 関ジャニ先生!                                                           | 丸山、安田、大倉                   | 尾木直樹                                                                        |           |
| 173 | 1月26日     | 英会話伝言ゲーム                                                        | 横山、村上、錦戸                   | 無し                                                                            |           |
| 173 | 1月26日     | もひとりおるおる                                                        | 丸山、安田、錦戸、大倉             | 筧美和子、丸山桂里奈、山崎弘也（アンタッチャブル）                              |           |
| 174 | 2月2日      | もひとりおるおる                                                        | 丸山、安田、錦戸、大倉             | 筧美和子、丸山桂里奈、山崎弘也（アンタッチャブル）                              |           |
| 174 | 2月2日      | ラブサプライズマン                                                      | 錦戸                               |                                                                                 |           |
| 175 | 2月9日      | 関ジャニ先生!                                                           | 丸山、安田、大倉                   | 尾木直樹                                                                        |           |
| 176 | 2月16日     | もひとりおるおる                                                        | 丸山、錦戸、大倉                   | 新木優子、船越英一郎、矢本悠馬                                                  |           |
| 176 | 2月16日     | スーパーモーニングリサーチ                                              | 大倉                               | 無し                                                                            |           |
| 177 | 2月23日     | オチウメ!                                                               | 横山、村上、丸山、安田             | 大久保佳代子（オアシズ）、池田美優                                              |           |
| 178 | 3月2日      | 関ジャニ先生!                                                           | 横山、丸山、大倉                   | 齋藤孝                                                                          |           |
| 178 | 3月2日      | スーパーモーニングリサーチ                                              | 大倉                               | 無し                                                                            |           |
| 179 | 3月9日      | もひとりおるおる                                                        | 丸山、安田、錦戸、大倉             | 岸井ゆきの、加藤諒                                                              |           |
| 180 | 3月16日     | 関ジャニ先生!                                                           | 村上、丸山、大倉                   | 齋藤孝                                                                          |           |
| 180 | 3月16日     | スーパーモーニングリサーチ                                              | 大倉                               | 無し                                                                            |           |
| 180 | 3月16日     | もひとりおるおる                                                        | 丸山、錦戸、大倉                   | 新木優子、船越英一郎、矢本悠馬                                                  |           |
| 181 | 3月23日     | オチウメ!                                                               | 横山、村上、丸山、安田             | 中島健人（Sexy Zone）、田中道子、大久保佳代子、池田美優                         |           |
| 182 | 3月30日     | 安田ワールドフレンドリー                                                | 安田、横山、村上、大倉             | 無し                                                                            |           |
| 182 | 3月30日     | スーパーモーニングリサーチ                                              | 大倉                               | 無し                                                                            |           |
| 182 | 3月30日     | 関ジャニ先生!                                                           | 村上、丸山、大倉                   | 齋藤孝                                                                          |           |
| 183 | 4月13日     | オチウメ!                                                               | 横山、村上、丸山、安田             | 田中道子、大久保佳代子、池田美優                                                |           |
| 184 | 4月20日     | もひとりおるおる                                                        | 丸山、安田、錦戸、大倉             | 吉田沙保里、中澤佑二、土田晃之                                                  |           |
| 184 | 4月20日     | スーパーモーニングリサーチ                                              | 大倉                               | 無し                                                                            |           |
| 185 | 4月27日     | 関ジャニ先生!                                                           | 村上、丸山、錦戸                   | 齋藤孝                                                                          |           |
| 186 | 5月4日      | スターバッカシ                                                          | 横山、村上、丸山                   | 須田亜香里                                                                      |           |
| 186 | 5月4日      | スターバッカシ                                                          | 横山、村上、安田                   | 川田裕美                                                                        |           |
| 187 | 5月11日     | もひとりおるおる                                                        | 丸山、安田、錦戸、大倉             | 勝村政信、松本明子                                                              |           |
| 187 | 5月11日     | スーパーモーニングリサーチ                                              | 大倉                               | 無し                                                                            |           |
| 188 | 5月18日     | オチウメ!                                                               | 丸山、安田、錦戸                   | 井上裕介（NON STYLE）、小沢一敬（スピードワゴン）、大久保佳代子、池田美優       |           |
| 189 | 6月1日      | 関ジャニ先生!                                                           | 横山、安田                         | 藤本敏史（FUJIWARA）、尾木直樹                                                  |           |
| 190 | 6月8日      | オチウメ!                                                               | 横山、村上                         | 井上裕介、小沢一敬、大久保佳代子、池田美優                                      |           |
| 190 | 6月8日      | タキシード紳士が行く!                                                   | 大倉                               | 野間口徹                                                                        |           |
| 191 | 6月15日     | スターバッカシ                                                          | 横山、村上、丸山                   | 夏菜                                                                            |           |
| 191 | 6月15日     | タキシード紳士が行く!                                                   | 大倉                               | 野間口徹                                                                        |           |
| 191 | 6月15日     | オチウメ!                                                               | 横山、村上                         | 井上裕介、小沢一敬、大久保佳代子、池田美優                                      |           |
| 192 | 6月22日     | スターバッカシ                                                          | 横山、村上、安田                   | 小倉優子                                                                        |           |
| 192 | 6月22日     | スーパーモーニングリサーチ                                              | 大倉                               | 無し                                                                            |           |
| 193 | 6月29日     | リストランテMIKIWAME                                                    | 横山、村上、丸山、安田、錦戸、大倉 | 山崎育三郎、桝谷周一郎                                                          |           |
| 194 | 7月13日     | 世界にひとつだけの相関図                                                | 横山、村上、丸山、安田、錦戸、大倉 | 武井壮                                                                          |           |
| 195 | 7月20日     | 安田ワールドフレンドリー                                                | 安田                               | アントニー（マテンロウ）                                                        |           |
| 195 | 7月20日     | 世界にひとつだけの相関図                                                | 横山、村上、丸山、安田、錦戸、大倉 | 武井壮                                                                          |           |
| 196 | 7月27日     | 関ジャニ先生!                                                           | 錦戸、大倉                         | 齋藤孝                                                                          |           |
| 196 | 7月27日     | スーパーモーニングリサーチ                                              | 大倉                               | 無し                                                                            |           |
| 197 | 8月3日      | 世界にひとつだけの相関図                                                | 横山、村上、丸山、安田、錦戸、大倉 | 高嶋政宏                                                                        |           |
| 198 | 8月10日     | 関ジャニ∞クロニクル SP予習編                                            | 横山、村上、丸山、安田、錦戸、大倉 | －                                                                              |           |
| SP  | 8月14日(水) | スターバッカシ                                                          | 横山、村上、丸山                   | 指原莉乃                                                                        |           |
| SP  | 8月14日(水) | スターバッカシ                                                          | 横山、村上、安田                   | 赤江珠緒、りんごちゃん                                                          |           |
| SP  | 8月14日(水) | リストランテMIKIWAME                                                    | 横山、村上、丸山、安田、錦戸、大倉 | 片平なぎさ、IKKO、桝谷周一郎                                                    |           |
| SP  | 8月14日(水) | 世界にひとつだけの相関図                                                | 横山、村上、丸山、安田、錦戸、大倉 | 大久保佳代子                                                                    |           |
| 199 | 8月17日     | オチウメ!                                                               | 横山、村上、丸山、安田、錦戸、大倉 | 池田美優                                                                        |           |
| 200 | 8月24日     | リストランテMIKIWAME                                                    | 横山、村上、丸山、安田、錦戸、大倉 | 広瀬アリス、桝谷周一郎                                                          |           |
| 201 | 8月31日     | オチウメ!                                                               | 横山、村上、丸山、安田、錦戸、大倉 | 池田美優                                                                        | [ 注 19 ] |
| 202 | 9月7日      | 安田ワールドフレンドリー                                                | 安田                               | アントニー                                                                      |           |
| 202 | 9月7日      | スーパーモーニングリサーチ                                              | 大倉                               | 無し                                                                            |           |
| 203 | 9月21日     | スターバッカシ                                                          | 横山、丸山、安田                   | 宇垣美里、鰻和弘（銀シャリ）                                                    |           |
| 204 | 9月28日     | 関ジャニ先生!                                                           | 横山、村上                         | 齋藤孝                                                                          |           |
| 205 | 10月5日     | 関ジャニ∞BASE 『ぼっちっちはお前だ〜!ゲーム』                           | 横山、村上、丸山、安田、大倉       | 無し                                                                            |           |
| 206 | 10月12日    | スターバッカシ                                                          | 横山、村上、丸山                   | 松岡茉優、オカリナ（おかずクラブ）                                              |           |
| 207 | 10月19日    | 関ジャニ∞BASE 『ホンイキ動物鳴き声シャウト』                            | 横山、村上、丸山、安田、大倉       | 無し                                                                            |           |
| 207 | 10月19日    | スーパーモーニングリサーチ                                              | 大倉                               | 無し                                                                            |           |
| 208 | 10月26日    | 安田ワールドフレンドリー                                                | 安田                               | アントニー                                                                      |           |
| 208 | 10月26日    | 関ジャニ∞BASE 『ぼっちっちはお前だ〜!ゲーム』                           | 横山、村上、丸山、安田、大倉       | 無し                                                                            |           |
| 209 | 11月2日     | 関ジャニ∞BASE 『時系列ぴったんこ紙芝居』『ぼっちっちはお前だ〜!ゲーム』 | 横山、村上、丸山、安田、大倉       | 無し                                                                            |           |
| SP  | 11月3日     | イケメンカメラ目線スポーツ                                              | 横山、村上、丸山、安田、大倉       | 松岡茉優、林修 上宮高校、駒沢学園女子高校、千葉聖心高校、宇都宮短期大学附属高校 | [ 注 20 ] |
| 210 | 11月9日     | 27時間テレビ 延長戦                                                     | 横山、丸山、大倉                   | 無し                                                                            |           |
| 211 | 11月16日    | スターバッカシ                                                          | 横山、丸山、安田                   | 足立梨花                                                                        |           |
| 212 | 11月23日    | 安田ワールドフレンドリー                                                | 安田                               | アントニー                                                                      |           |
| 212 | 11月23日    | 関ジャニ∞BASE 『XX-MEN』                                                | 横山、村上、丸山、安田、大倉       | 無し                                                                            |           |
| 213 | 11月30日    | 安田ワールドフレンドリー                                                | 安田                               | アントニー                                                                      |           |
| 213 | 11月30日    | 関ジャニ∞BASE 『XX-MEN』                                                | 横山、村上、丸山、安田、大倉       | 無し                                                                            |           |
| 214 | 12月7日     | 関ジャニ∞BASE 『むかつクイズ』                                          | 横山、村上、丸山、安田、大倉       | 無し                                                                            |           |
| 215 | 12月14日    | スーパーモーニングリサーチ                                              | 大倉、丸山                         | 無し                                                                            |           |
| 215 | 12月14日    | 関ジャニ∞BASE 『ああすばらしきあいうえお2019』                          | 横山、村上、丸山、安田、大倉       | 無し                                                                            |           |

#### 2020年（関ジャニ∞クロニクル）
| 回        | 放送日  | コーナー                                         | 参加メンバー                 | ゲスト                                 | 備考      |
| --------- | ------- | ------------------------------------------------ | ---------------------------- | -------------------------------------- | --------- |
| 216       | 1月11日 | 関西弁禁止ウォーカー                             | 村上、大倉                   | 川田裕美、河本準一（次長課長）         |           |
| 217       | 1月18日 | 丸山カーレットクラブ                             | 横山、丸山、安田             | 文京クラブ                             |           |
| 218       | 1月25日 | 関ジャニ∞BASE 『逆転口喧嘩』『なりきり人生相談』 | 横山、村上、丸山、安田、大倉 | 無し                                   |           |
| 219       | 2月1日  | きらめけ!学園マイナーズ                          | 横山、村上、丸山、安田、大倉 | 小谷野琉維、長島汀、小林菜緒、青木喜大 |           |
| 220       | 2月8日  | 横山的思わず嫉妬した大賞                         | 横山、村上、丸山、安田、大倉 | 無し                                   |           |
| 221       | 2月15日 | ソムリ∞                                          | 横山、村上、丸山、安田、大倉 | 無し                                   |           |
| 222       | 2月29日 | 丸山カーレットクラブ                             | 横山、丸山、安田             | 沢村一樹、森永悠希                     |           |
| 222       | 2月29日 | 関ジャニ∞BASE 『時系列ぴったんこ紙芝居』         | 横山、村上、丸山、安田、大倉 | 無し                                   |           |
| 223       | 3月7日  | きらめけ!学園マイナーズ                          | 横山、村上、丸山、安田、大倉 | 三浦元、岡野美聡、伊藤奨真             |           |
| 224       | 3月14日 | せっかちグルメ                                   | 横山、村上、丸山、安田、大倉 | 無し                                   |           |
| 225       | 3月21日 | 丸山カーレットクラブ                             | 横山、丸山、安田             | EXIT                                   |           |
| 225       | 3月21日 | せっかちグルメ                                   | 横山、村上、丸山、安田、大倉 | 無し                                   |           |
| 226（終） | 3月28日 | 丸山カーレットクラブ                             | 横山、丸山、安田             | 池田美優、木村有希                     | [ 注 21 ] |
| 226（終） | 3月28日 | 関ジャニ∞BASE 『俺たちのベスト』                 | 横山、村上、丸山、安田、大倉 | 無し                                   | [ 注 21 ] |
| 226（終） | 3月28日 | 関ジャニ∞が新番組について語る!                   | 横山、村上、丸山、安田、大倉 | 無し                                   | [ 注 21 ] |

### 関ジャニ∞クロニクルF（放送リスト）

#### 2020年（関ジャニ∞クロニクルF）
| 回 | 放送日   | テーマ          | コーナー                                 | スタジオ出演メンバー         | ロケ出演メンバー | ゲスト                      | 備考      |
| -- | -------- | --------------- | ---------------------------------------- | ---------------------------- | ---------------- | --------------------------- | --------- |
| 1  | 4月27日  | －              | 番組コンセプト                           | 横山、村上、丸山、安田、大倉 | 無し             | 無し                        | [ 注 22 ] |
| 1  | 4月27日  | －              | クロニクルの歴史                         | 横山、村上、丸山、安田、大倉 | 無し             | 無し                        | [ 注 22 ] |
| 1  | 4月27日  | －              | 関ジャニ∞って                            | 横山、村上、丸山、安田、大倉 | 無し             | 無し                        | [ 注 22 ] |
| 1  | 4月27日  | －              | マイノリティーグルメ：カラス肉           | 横山、村上、丸山、安田、大倉 | 横山、大倉       | VTR出演：中原昇龍           | [ 注 22 ] |
| 1  | 4月27日  | －              | 「友よ」を弾き語りで披露                 | 横山、村上、丸山、安田、大倉 | 無し             | 無し                        | [ 注 22 ] |
| 2  | 5月4日   | 水              | 丸山、ずぶ濡れになります                 | 横山、村上、丸山、安田、大倉 | 無し             | 無し                        |           |
| 2  | 5月4日   | 水              | 水に沈んだら拷問ゲーム                   | 横山、村上、丸山、安田、大倉 | 無し             | 無し                        |           |
| 2  | 5月4日   | 水              | 水心理テスト                             | 横山、村上、丸山、安田、大倉 | 無し             | 無し                        |           |
| 2  | 5月4日   | 水              | マイノリティーグルメ：鍾乳洞の水         | 横山、村上、丸山、安田、大倉 | 無し             | VTR出演：清水ヨネタロウ     |           |
| 2  | 5月4日   | 水              | 水にまつわる、究極の選択                 | 横山、村上、丸山、安田、大倉 | 無し             | 無し                        |           |
| 3  | 5月11日  | 総集編          | 視聴者に共有しておきたい、5つのこと      | －                           | －               | －                          |           |
| 3  | 5月11日  | －              | 今後、やりたい事                         | 横山、村上、丸山、安田、大倉 | 無し             | 無し                        |           |
| 4  | 5月18日  | 自宅            | 全員一致ゲーム                           | 横山、村上、丸山、安田、大倉 | 無し             | 無し                        | [ 注 24 ] |
| 4  | 5月18日  | 自宅            | この機会に自宅でお互いを知ろう           | 横山、村上、丸山、安田、大倉 | 無し             | 無し                        | [ 注 24 ] |
| 4  | 5月18日  | 自宅            | 共有「癒し集」                           | 横山、村上、丸山、安田、大倉 | 無し             | 無し                        | [ 注 24 ] |
| 4  | 5月18日  | 自宅            | あの人の「自宅」に遠隔プレゼント：横山   | 横山、村上、丸山、安田、大倉 | 無し             | 無し                        | [ 注 24 ] |
| 5  | 5月25日  | 自宅            | あの人の自宅どうなってる?                | 横山、村上、丸山、安田、大倉 | 無し             | リモート出演：久保堅太郎    | [ 注 24 ] |
| 5  | 5月25日  | 自宅            | あの人の自宅どうなってる?                | 横山、村上、丸山、安田、大倉 | 無し             | リモート出演：藤沢勝        | [ 注 24 ] |
| 5  | 5月25日  | 自宅            | あの人の自宅どうなってる?                | 横山、村上、丸山、安田、大倉 | 無し             | リモート出演：千本洋        | [ 注 24 ] |
| 5  | 5月25日  | 自宅            | あの人の自宅どうなってる?                | 横山、村上、丸山、安田、大倉 | 無し             | リモート出演：服部潤        | [ 注 24 ] |
| 5  | 5月25日  | 自宅            | みんな「自宅」でどうしてる?              | 横山、村上、丸山、安田、大倉 | 無し             | 無し                        | [ 注 24 ] |
| 5  | 5月25日  | 自宅            | あの人の「自宅」に遠隔プレゼント：大倉   | 横山、村上、丸山、安田、大倉 | 無し             | 無し                        | [ 注 24 ] |
| 5  | 5月25日  | 自宅            | この機会に自宅でお互いを知ろう           | 横山、村上、丸山、安田、大倉 | 無し             | 無し                        | [ 注 24 ] |
| 6  | 6月1日   | 人体のふしぎ    | これってウソ?ホント?                     | 横山、村上、丸山、安田、大倉 | 無し             | 無し                        | [ 注 25 ] |
| 6  | 6月1日   | 人体のふしぎ    | 横山のふしぎ                             | 横山、村上、丸山、安田、大倉 | 無し             | 無し                        | [ 注 25 ] |
| 7  | 6月8日   | 1万円           | どこまで知ってる?1万円札                 | 横山、村上、丸山、安田、大倉 | 無し             | 無し                        | [ 注 25 ] |
| 7  | 6月8日   | 1万円           | 1万円札をピン札にする裏技                | 横山、村上、丸山、安田、大倉 | 無し             | 無し                        | [ 注 25 ] |
| 7  | 6月8日   | 1万円           | 1万円ラーメン                            | 横山、村上、丸山、安田、大倉 | 無し             | 無し                        | [ 注 25 ] |
| 7  | 6月8日   | 1万円           | 100円玉つかみ取り対決                    | 横山、村上、丸山、安田、大倉 | 無し             | 無し                        | [ 注 25 ] |
| 7  | 6月8日   | 1万円           | 1万円以上を当てたら拷問ゲーム            | 横山、村上、丸山、安田、大倉 | 無し             | 無し                        | [ 注 25 ] |
| 8  | 6月15日  | KISS            | 日本のキスの歴史                         | 横山、村上、丸山、安田、大倉 | 無し             | 無し                        | [ 注 25 ] |
| 8  | 6月15日  | KISS            | このキスがスゴい!                        | 横山、村上、丸山、安田、大倉 | 無し             | 無し                        | [ 注 25 ] |
| 8  | 6月15日  | KISS            | 知りたい?キスにまつわるデータ            | 横山、村上、丸山、安田、大倉 | 無し             | 無し                        | [ 注 25 ] |
| 8  | 6月15日  | KISS            | セルフKISS                               | 横山、村上、丸山、安田、大倉 | 無し             | 無し                        | [ 注 25 ] |
| 9  | 6月22日  | KISS            | アニマルキス集                           | 横山、村上、丸山、安田、大倉 | 無し             | 無し                        | [ 注 25 ] |
| 9  | 6月22日  | KISS            | コンビニで買える横山の唇                 | 横山、村上、丸山、安田、大倉 | 無し             | 無し                        | [ 注 25 ] |
| 9  | 6月22日  | KISS            | 知りたい?キスにまつわるデータ            | 横山、村上、丸山、安田、大倉 | 無し             | 無し                        | [ 注 25 ] |
| 9  | 6月22日  | KISS            | 横山の「うんうん」Part.3                 | 横山、村上、丸山、安田、大倉 | 無し             | 無し                        | [ 注 25 ] |
| 9  | 6月22日  | 1万円           | マジックのタネが1万円で買える            | 横山、村上、丸山、安田、大倉 | 安田             | VTR出演：magicQ             | [ 注 25 ] |
| 10 | 6月29日  | パソコン力      | Skypeのホストになってメンバーを招待      | 横山、村上、丸山、安田、大倉 | 無し             | 無し                        | [ 注 25 ] |
| 10 | 6月29日  | パソコン力      | Google ストリートビューでたどり着いて!   | 横山、村上、丸山、安田、大倉 | 無し             | 無し                        | [ 注 25 ] |
| 10 | 6月29日  | パソコン力      | 検索力で突き止めて!                      | 横山、村上、丸山、安田、大倉 | 無し             | 無し                        | [ 注 25 ] |
| 11 | 7月6日   | パソコン力      | Google ストリートビューでたどり着いて!   | 横山、村上、丸山、安田、大倉 | 無し             | 無し                        | [ 注 25 ] |
| 11 | 7月6日   | パソコン力      | 検索力で突き止めて!                      | 横山、村上、丸山、安田、大倉 | 無し             | 無し                        | [ 注 25 ] |
| 11 | 7月6日   | パソコン力      | 文書作成ソフトで台本を打って!            | 横山、村上、丸山、安田、大倉 | 無し             | 無し                        | [ 注 25 ] |
| 11 | 7月6日   | 死海の秘境      | リモートジャーニー：イスラエル           | 横山、丸山                   | 無し             | リモート出演：土田英理也    |           |
| 12 | 7月13日  | 缶詰BBQ         | 缶単BBQレシピ                            | 横山、村上、丸山、安田、大倉 | 無し             | VTR出演：たけだバーベキュー |           |
| 12 | 7月13日  | 缶詰BBQ         | ジビエ缶詰                               | 横山、村上、丸山、安田、大倉 | 無し             | 無し                        |           |
| 12 | 7月13日  | 缶詰BBQ         | マイノリティ缶詰                         | 横山、村上、丸山、安田、大倉 | 無し             | 無し                        |           |
| 12 | 7月13日  | 缶詰BBQ         | イケメンカメラ目線 ジャンピング缶蹴り    | 横山、村上、丸山、安田、大倉 | 無し             | 無し                        |           |
| 13 | 7月27日  | 缶詰BBQ         | この缶詰ある?ない?ゲーム                 | 横山、村上、丸山、安田、大倉 | 無し             | 無し                        |           |
| 13 | 7月27日  | 缶詰BBQ         | 缶詰みゲーム                             | 横山、村上、丸山、安田、大倉 | 無し             | 無し                        |           |
| 14 | 8月3日   | 総集編          | 横山的・関ジャニ∞のええとこでてたF       | 横山、村上、丸山、安田、大倉 | 無し             | 無し                        |           |
| 15 | 8月10日  | パソコン力      | Google ストリートビューでたどり着いて!   | 横山、丸山                   | 無し             | 無し                        |           |
| 15 | 8月10日  | パソコン力      | 両手でタイピングに挑戦して!              | 横山、村上、丸山、安田、大倉 | 無し             | 無し                        |           |
| 15 | 8月10日  | パソコン力      | 『寿司打』対決                           | 横山、村上、丸山、安田、大倉 | 無し             | 無し                        |           |
| 16 | 8月17日  | パソコン力      | コピペをマスターして!                    | 横山、村上、丸山、安田、大倉 | 無し             | 無し                        |           |
| 16 | 8月17日  | パソコン力      | パソコン力でこんなモノも買える!          | 横山、村上、丸山、安田、大倉 | 無し             | 無し                        |           |
| 16 | 8月17日  | パソコン力      | Google ストリートビューでたどり着いて!   | 横山、村上、丸山、安田、大倉 | 無し             | 無し                        |           |
| 16 | 8月17日  | パソコン力      | 生まれて初めてのTwitterでバズらせて!     | 横山、村上、丸山、安田、大倉 | 無し             | 無し                        |           |
| 17 | 8月24日  | ほっこり幽霊    | 歴史から紐解くほっこり幽霊               | 横山、村上、丸山、安田、大倉 | 無し             | 無し                        |           |
| 17 | 8月24日  | ほっこり幽霊    | 世界の定番幽霊                           | 横山、村上、丸山、安田、大倉 | 無し             | 無し                        |           |
| 17 | 8月24日  | ほっこり幽霊    | メンバーがほっこりした幽霊作品           | 横山、村上、丸山、安田、大倉 | 無し             | 無し                        |           |
| 18 | 8月31日  | ほっこり幽霊    | ほっこりお化け屋敷                       | 横山、村上、丸山、安田、大倉 | 無し             | リモート出演：五味弘文      |           |
| 18 | 8月31日  | ナイルパーチ    | リモートジャーニー：ウガンダ共和国       | 横山、村上                   | 無し             | リモート出演：和田篤志      |           |
| 19 | 9月7日   | 気になりません? | 関ジャニ∞が生まれた日のテレビ欄          | 横山、村上、丸山、安田、大倉 | 無し             | 無し                        |           |
| 19 | 9月7日   | 気になりません? | 話を切り上げたい時の反応                 | 横山、村上、丸山、安田、大倉 | 横山、村上、安田 | 無し                        |           |
| 19 | 9月7日   | 気になりません? | 芸能人の結婚お祝いコメント               | 横山、村上、丸山、安田、大倉 | 丸山             | 無し                        |           |
| 19 | 9月7日   | 気になりません? | 知られざる職業の実態：テレビ番組制作     | 横山、村上、丸山、安田、大倉 | 無し             | リモート出演：邨山直也      |           |
| 19 | 9月7日   | 気になりません? | 知られざる職業の実態：テレビ番組制作     | 横山、村上、丸山、安田、大倉 | 無し             | リモート出演：松本良道      |           |
| 19 | 9月7日   | 気になりません? | 知られざる職業の実態：テレビ番組制作     | 横山、村上、丸山、安田、大倉 | 無し             | リモート出演：平野美紀子    |           |
| 20 | 9月14日  | 気になる人      | 安田の気になる人                         | 丸山、安田                   | 無し             | リモート出演：鍵井靖章      |           |
| 20 | 9月14日  | 気になる人      | 丸山の気になる人                         | 丸山、安田                   | 無し             | リモート出演：鳥飼茜        |           |
| 21 | 9月21日  | 動画編集        | 動画編集の授業                           | 横山、村上、丸山、安田       | 横山、丸山       | VTR出演：フワちゃん         |           |
| 21 | 9月21日  | 動画編集        | 動画編集の復習                           | 横山、村上、丸山、安田       | 無し             | 無し                        |           |
| 21 | 9月21日  | －              | 安田章大 写真集『LIFE IS』発売           | 無し                         | 安田             | 無し                        |           |
| 22 | 9月28日  | 動画編集        | 丸山D 15秒間のスポット映像を制作         | 横山、村上、丸山、安田       | 無し             | 無し                        |           |
| 22 | 9月28日  | 動画編集        | 動画編集の授業 応用編                    | 横山、村上、丸山、安田       | 横山、丸山       | VTR出演：フワちゃん         |           |
| 22 | 9月28日  | 閉園後の動物園  | リモートジャーニー：東武動物公園         | 丸山、安田                   | 丸山、安田       | リモート出演：大西秀弘      |           |
| 23 | 10月5日  | 26歳            | 26歳で転機を迎えた有名人たち             | 横山、村上、丸山、安田       | 無し             | 無し                        |           |
| 23 | 10月5日  | 26歳            | 関ジャニ∞の26歳は?                       | 横山、村上、丸山、安田       | 無し             | 無し                        |           |
| 24 | 10月12日 | 26歳            | 占星術から見る人生のターニングポイント   | 横山、村上、丸山、安田       | 無し             | リモート出演：Love Me Do    |           |
| 24 | 10月12日 | 26歳            | 柴田理恵さんの26歳を当てようゲーム       | 横山、村上、丸山、安田       | 無し             | リモート出演：柴田理恵      |           |
| 24 | 10月12日 | 26歳            | 関ジャニの母・安田                       | 横山、村上、丸山、安田       | 安田             | VTR出演：川上惇             |           |
| 25 | 10月19日 | 健康法          | お尻日光浴                               | 横山、村上、丸山、安田、大倉 | 丸山             | 無し                        |           |
| 25 | 10月19日 | 同世代          | R40                                      | 無し                         | 村上             | VTR出演：光本勇介           |           |
| 26 | 10月26日 | クラゲ          | リモートジャーニー：加茂水族館           | 横山、安田                   | 無し             | リモート出演：奥泉和也      |           |
| 26 | 10月26日 | 同世代          | R40                                      | 無し                         | 村上             | VTR出演：光本勇介           |           |
| 27 | 11月9日  | ラーメン        | これを知っておけばラーメン通             | 横山、村上、丸山、安田       | 無し             | 無し                        |           |
| 27 | 11月9日  | ラーメン        | カスタムグルメ：ラーメン                 | 横山、村上、丸山、安田       | 無し             | 無し                        |           |
| 28 | 11月16日 | ラーメン        | 箸上げチャレンジ                         | 横山、村上、丸山、安田       | 無し             | 無し                        |           |
| 28 | 11月16日 | ラーメン        | なのにラーメン                           | 横山、村上、丸山、安田       | 無し             | 無し                        |           |
| 28 | 11月16日 | ラーメン        | 『ストリートファイターII』対決           | 横山、村上、丸山、安田       | 無し             | 無し                        |           |
| 28 | 11月16日 | ラーメン        | ほっこりラーメン                         | 横山、村上、丸山、安田       | 無し             | 無し                        |           |
| 29 | 11月23日 | 動画編集        | プロモーション動画制作：町中華「五芳斉」 | 横山、村上、丸山、安田       | 横山、丸山       | VTR出演：森下よし枝         |           |
| 30 | 11月30日 | コブラ          | リモートジャーニー：インド               | 村上、安田                   | 無し             | リモート出演：バルマ        |           |
| 30 | 11月30日 | 動画編集        | ナレーションに挑戦                       | 横山、村上、丸山、安田       | 横山、村上       | 無し                        |           |
| 30 | 11月30日 | 動画編集        | ナレーションのコツ                       | 横山、村上、丸山、安田       | 無し             | VTR出演：服部潤             |           |
| 30 | 11月30日 | －              | おすし用語辞典                           | 横山、村上、丸山、安田       | 無し             | 無し                        |           |
| 31 | 12月7日  | ジビエ          | 最強ジビエ、冬眠前の熊肉を頂く           | 横山、村上、丸山、安田       | 横山、安田       | VTR出演：脇谷将人、脇谷奨   |           |
| 32 | 12月14日 | 冬眠前の熊肉    | 熊の生態                                 | 横山、村上、丸山、安田       | 無し             | 無し                        |           |
| 32 | 12月14日 | 冬眠前の熊肉    | 冬眠前の熊肉を食べ尽くす                 | 横山、村上、丸山、安田       | 横山、安田       | VTR出演：脇谷将人、脇谷奨   |           |
| 32 | 12月14日 | 冬眠前の熊肉    | カスタムグルメ：熊肉                     | 横山、村上、丸山、安田       | 無し             | 無し                        |           |
| 33 | 12月21日 | やり残したこと  | 大倉ジラ子                               | 横山、村上、丸山、安田、大倉 | 大倉             | VTR出演：田村俊人           |           |
| 33 | 12月21日 | やり残したこと  | ぜんぜん横山                             | 横山、村上、丸山、安田、大倉 | 無し             | 無し                        |           |
| 33 | 12月21日 | やり残したこと  | 関ジャニの魔女・丸山                     | 横山、村上、安田、大倉       | 丸山             | VTR出演：松本良道           |           |

#### 2021年
| 回 | 放送日  | テーマ          | コーナー                                 | スタジオ出演メンバー         | ロケ出演メンバー             | ゲスト                                | 備考 |
| -- | ------- | --------------- | ---------------------------------------- | ---------------------------- | ---------------------------- | ------------------------------------- | ---- |
| 34 | 1月11日 | 総集編          | ちょうど100回笑えるところ集めてみた      | －                           | －                           | －                                    |      |
| 35 | 1月18日 | 牛焼肉          | 肉の正しい焼き方                         | 無し                         | 横山、村上、丸山、安田、大倉 | 無し                                  |      |
| 35 | 1月18日 | 牛焼肉          | ぶっちゃけて話してみよう                 | 無し                         | 横山、村上、丸山、安田、大倉 | 無し                                  |      |
| 35 | 1月18日 | 牛焼肉          | 星座でわかる!2021年占い                  | 無し                         | 横山、村上、丸山、安田、大倉 | コメント出演：Love Me Do              |      |
| 36 | 1月25日 | 牛焼肉          | 肉の正しい焼き方                         | 無し                         | 横山、村上、丸山、安田、大倉 | 無し                                  |      |
| 36 | 1月25日 | 牛焼肉          | ぶっちゃけて話してみよう                 | 無し                         | 横山、村上、丸山、安田、大倉 | 無し                                  |      |
| 36 | 1月25日 | 牛焼肉          | 星座でわかる!2021年占い                  | 無し                         | 横山、村上、丸山、安田、大倉 | コメント出演：Love Me Do              |      |
| 37 | 2月1日  | カレー          | カスタムグルメ：カレー                   | 横山、村上、丸山、安田、大倉 | 無し                         | 無し                                  |      |
| 38 | 2月8日  | カレー          | R40                                      | 無し                         | 村上                         | VTR出演：齋藤絵理                     |      |
| 38 | 2月8日  | カレー          | カレーうどんゲーム                       | 横山、村上、丸山、安田、大倉 | 無し                         | 無し                                  |      |
| 39 | 2月15日 | 動画編集        | 映画予告のプロに学ぶ                     | 横山、村上、丸山、安田、大倉 | 村上、丸山                   | VTR出演：里謙二郎                     |      |
| 39 | 2月15日 | 動画編集        | ドラマ『知ってるワイフ』予告動画制作     | 横山、村上、丸山、安田、大倉 | 丸山                         | VTR出演：里謙二郎                     |      |
| 39 | 2月15日 | 動画編集        | 地上波放送をかけて容赦なしのガチチェック | 横山、村上、丸山、安田、大倉 | 無し                         | VTR出演：土方政人、貸川聡子、狩野雄太 |      |
| 40 | 2月22日 | シチュー        | カスタムグルメ：シチュー                 | 横山、村上、丸山、安田、大倉 | 無し                         | 無し                                  |      |
| 41 | 3月1日  | シチュー        | 村上の料理常識を検証                     | 横山、村上、丸山、安田、大倉 | 村上                         | 無し                                  |      |
| 41 | 3月1日  | シチュー        | 2日目アレンジシチュー                    | 横山、村上、丸山、安田、大倉 | 無し                         | 無し                                  |      |
| 41 | 3月1日  | シチュー        | 『マリオカート8』対決                    | 横山、村上、丸山、安田、大倉 | 無し                         | 無し                                  |      |
| 42 | 3月8日  | 美容師          | もう一方の言い分も聞いてみた：美容師     | 横山、村上、丸山、安田、大倉 | 無し                         | 電話出演：平田信一郎                  |      |
| 42 | 3月8日  | カレー          | なのにカレー                             | 横山、村上、丸山、安田、大倉 | 無し                         | 無し                                  |      |
| 42 | 3月8日  | カレー          | 『ストリートファイターII』対決           | 横山、村上、丸山、安田、大倉 | 無し                         | 無し                                  |      |
| 43 | 3月15日 | 流行の最先端    | ジラ子がゆく                             | 無し                         | 大倉                         | VTR出演：久留栖るな、山田麗華         |      |
| 43 | 3月15日 | 気になりません? | 大倉のこのクセ、気になりません?          | 横山、村上、丸山、安田、大倉 | 無し                         | 無し                                  |      |
| 43 | 3月15日 | 動画編集        | 簡単!動画に写真を載せる方法              | 横山、村上、丸山、安田       | 無し                         | 無し                                  |      |

| 回 | 放送日   | コーナー                      | 内容                                                              | スタジオ出演メンバー         | ロケ出演メンバー       | ゲスト                                                                            | 備考 |
| -- | -------- | ----------------------------- | ----------------------------------------------------------------- | ---------------------------- | ---------------------- | --------------------------------------------------------------------------------- | ---- |
| 44 | 3月29日  | カスタムグルメ                | 総集編                                                            | －                           | －                     | －                                                                                |      |
| 45 | 4月12日  | カスタムグルメ                | チャーハン（審査員：横山、村上）                                  | 横山、村上、丸山、安田、大倉 | 無し                   | ぺこぱ、IKKO                                                                      |      |
| 46 | 4月19日  | 日本全国サウナトリップ        | 究極のととのい                                                    | 無し                         | 横山、大倉             | VTR出演：尾形貴弘（パンサー）、秋山大輔                                           |      |
| 46 | 4月19日  | もう一方の言い分も聞いてみた  | 服屋                                                              | 横山、村上、丸山、安田、大倉 | 無し                   | 電話出演：吉村信広                                                                |      |
| 47 | 4月26日  | カスタムグルメ                | ポテトサラダ（審査員：村上、大倉）                                | 横山、村上、丸山、安田、大倉 | 無し                   | 森山直太朗                                                                        |      |
| 47 | 4月26日  | 気ぃつかいすぎなヨコヤマ君    | 服屋                                                              | 横山、安田                   | 無し                   | 無し                                                                              |      |
| 48 | 5月10日  | 横山裕 芸能界No.1ストIIへの道 | 対戦相手：野田クリスタル                                          | 横山、村上、丸山、安田、大倉 | 無し                   | マヂカルラブリー                                                                  |      |
| 48 | 5月10日  | ジラ子、ジラり中              | ネイルケア TL126                                                  | 無し                         | 大倉                   | 無し                                                                              |      |
| 49 | 5月17日  | 1万分の1グルメ                | 熊の右手                                                          | 無し                         | 村上、安田             | VTR出演：高島礼子                                                                 |      |
| 49 | 5月17日  | もう一方の言い分も聞いてみた  | 占い師                                                            | 横山、村上、丸山、安田、大倉 | 無し                   | リモート出演：KOUKI、麻月ミライ、サトノ光年                                       |      |
| 50 | 5月24日  | タズラーGP                    | ターゲット：大倉                                                  | 横山、村上、丸山、安田、大倉 | 無し                   | 菜々緒                                                                            |      |
| 50 | 5月24日  | 気ぃつかいすぎなヨコヤマ君    | リモート会議                                                      | 横山、安田                   | 無し                   | 無し                                                                              |      |
| 51 | 5月31日  | 横山裕 芸能界No.1ストIIへの道 | 対戦相手：山本博                                                  | 横山、村上、丸山、安田、大倉 | 無し                   | ロバート                                                                          |      |
| 51 | 5月31日  | 横山裕 芸能界No.1ストIIへの道 | 全おもちゃレース                                                  | 横山、村上、丸山、安田、大倉 | 無し                   | ロバート                                                                          |      |
| 51 | 5月31日  | 横山裕 芸能界No.1ストIIへの道 | 雰囲気北欧酒場                                                    | 横山、村上、丸山、安田、大倉 | 無し                   | ロバート                                                                          |      |
| 51 | 5月31日  | ジラ子、ジラり中              | 携帯ニクキュウブラシ                                              | 無し                         | 大倉                   | 無し                                                                              |      |
| 52 | 6月7日   | カスタムグルメ                | うどん（審査員：村上、大倉）                                      | 横山、村上、丸山、安田、大倉 | 無し                   | ギャル曽根                                                                        |      |
| 53 | 6月28日  | 日本全国サウナトリップ        | 東京・上野『北欧』                                                | 無し                         | 大倉                   | VTR出演：北村匠海（DISH//）、マグ万平                                             |      |
| 53 | 6月28日  | 日本全国サウナトリップ        | 究極のサ飯                                                        | 無し                         | 大倉                   | VTR出演：北村匠海（DISH//）、マグ万平                                             |      |
| 53 | 6月28日  | 雰囲気でやってみてトライ      | マルモリダンス                                                    | 横山、村上、丸山、安田、大倉 | 無し                   | VTR出演：やしろ優                                                                 |      |
| 53 | 6月28日  | 気ぃつかいすぎなヨコヤマ君    | マッサージ                                                        | 横山、安田                   | 無し                   | 無し                                                                              |      |
| 54 | 7月5日   | 横山裕 芸能界No.1ストIIへの道 | 対戦相手：おたけ                                                  | 横山、村上、丸山、安田、大倉 | 無し                   | ジャングルポケット（斉藤慎二、おたけ）                                            |      |
| 54 | 7月5日   | 横山裕 芸能界No.1ストIIへの道 | ウーザイゲーム                                                    | 横山、村上、丸山、安田、大倉 | 無し                   | ジャングルポケット（斉藤慎二、おたけ）                                            |      |
| 54 | 7月5日   | 雰囲気でやってみてトライ      | サンシャイン池崎                                                  | 横山、村上、丸山、安田、大倉 | 無し                   | VTR出演：サンシャイン池崎                                                         |      |
| 55 | 7月12日  | 日本全国サウナトリップ        | 絶景サウナ                                                        | 無し                         | 横山                   | VTR出演：高橋克典、高橋茂雄（サバンナ）、秋山大輔                                 |      |
| 55 | 7月12日  | 日本全国サウナトリップ        | 最強サウナドリンク                                                | 無し                         | 横山                   | VTR出演：高橋克典、高橋茂雄（サバンナ）、秋山大輔                                 |      |
| 55 | 7月12日  | 日本全国サウナトリップ        | ととのいタライ                                                    | 無し                         | 横山                   | VTR出演：高橋克典、高橋茂雄（サバンナ）、秋山大輔                                 |      |
| 55 | 7月12日  | 雰囲気でやってみてトライ      | 相撲の土俵入り                                                    | 横山、村上、丸山、安田、大倉 | 無し                   | VTR出演：あかつ                                                                   |      |
| 55 | 7月12日  | 雰囲気でやってみてトライ      | スリラー                                                          | 横山、村上、丸山、安田、大倉 | 無し                   | VTR出演：小梅太夫                                                                 |      |
| 56 | 7月19日  | アレやってみたかってん        | 勝手にアテレコ                                                    | 横山、村上、丸山、安田、大倉 | 無し                   | 無し                                                                              |      |
| 56 | 7月19日  | カスタムグルメ                | 総集編                                                            | －                           | －                     | －                                                                                |      |
| 57 | 8月9日   | カスタムグルメ                | 『ガスト』：チーズINハンバーグ （審査員：大倉、ガスト開発担当者） | 横山、村上、丸山、安田、大倉 | 無し                   | 3時のヒロイン                                                                     |      |
| 57 | 8月9日   | カスタムグルメ                | We are the ストIIゲーム                                           | 横山、村上、丸山、安田、大倉 | 無し                   | 3時のヒロイン                                                                     |      |
| 58 | 8月16日  | カスタムグルメ                | 『松屋』：牛めし （審査員：松屋社員）                             | 横山、村上、丸山、安田、大倉 | 無し                   | 錦鯉                                                                              |      |
| 58 | 8月16日  | カスタムグルメ                | 自分史上最高イケてるカスタム                                      | 横山、村上、丸山、安田、大倉 | 無し                   | 錦鯉                                                                              |      |
| 59 | 8月23日  | 出張カスタムグルメ            | 『三崎漁港』：マグロ （審査員：村上、三崎町民）                   | 無し                         | 横山、村上、丸山、安田 | 井上咲楽、馬場裕之（ロバート）                                                    |      |
| 60 | 8月30日  | 出張カスタムグルメ            | 『三崎漁港』：映え丼 （審査員：山田芳央）                         | 無し                         | 横山、村上、丸山、安田 | 井上咲楽、馬場裕之（ロバート）                                                    |      |
| 61 | 9月6日   | カスタムグルメ                | 氷料理（審査員：村上、大倉）                                      | 横山、村上、丸山、安田、大倉 | 無し                   | 前田敦子、鬼越トマホーク                                                          |      |
| 62 | 9月13日  | 全日本それなオープン          | 今年フラれた女性                                                  | 横山、村上、丸山、安田、大倉 | 無し                   | 滝沢カレン、小峠英二（バイきんぐ）                                                |      |
| 63 | 9月27日  | カスタムグルメ                | 『大阪王将』：餃子 （審査員：社長・植月剛、商品企画部）           | 横山、村上、丸山、安田、大倉 | 無し                   | 横澤夏子                                                                          |      |
| 63 | 9月27日  | カスタムグルメ                | 大阪王将社長が選ぶ役職カスタム                                    | 横山、村上、丸山、安田、大倉 | 無し                   | 横澤夏子                                                                          |      |
| 64 | 10月11日 | 俺のスキルステークス          | （企画全体）                                                      | 横山、村上、丸山、安田       | 無し                   | くっきー!（野性爆弾）                                                             |      |
| 64 | 10月11日 | 俺のスキルステークス          | テレビカメラマン対抗! 後ろ歩きレース                              | 横山、村上、丸山、安田       | 無し                   | VTR出演：竹本&谷川ペア、山﨑&田口ペア、吉原&林ペア                                |      |
| 64 | 10月11日 | 俺のスキルステークス          | スタントマン対抗! 階段落ちレース                                  | 横山、村上、丸山、安田       | 無し                   | VTR出演：高岩成二、尾野透雅、北村海                                               |      |
| 64 | 10月11日 | 俺のスキルステークス          | ロックンローラー対抗! リーゼントの前のチョロ毛の毛量100本レース   | 横山、村上、丸山、安田       | 無し                   | VTR出演：高橋ジョージ（THE虎舞竜）、JOHNNY（JOHNNY PANDORA）、Suke（The Biscats） |      |
| 65 | 10月18日 | 全日本それなオープン          | まだ世に埋もれている40歳over芸人                                  | 横山、村上、丸山、大倉       | 無し                   | 滝沢カレン、小峠英二                                                              |      |
| 65 | 10月18日 | KTカード                      | 対戦相手：イワクラ                                                | 横山、安田                   | 無し                   | 蛙亭                                                                              |      |
| 66 | 10月25日 | せっかち-1グランプリ          | 何分でロッカーから出てしまう?                                     | 横山、村上、丸山、安田、大倉 | 無し                   | 無し                                                                              |      |
| 67 | 11月1日  | カスタムグルメ                | 栗料理（審査員：村上、大倉）                                      | 横山、村上、丸山、安田、大倉 | 無し                   | アインシュタイン、須﨑優衣                                                        |      |
| 68 | 11月8日  | 全日本それなオープン          | シェアハウスの住人                                                | 横山、村上、丸山、安田、大倉 | 無し                   | 新井恵理那、イワクラ（蛙亭）                                                      |      |
| 69 | 11月22日 | カスタムグルメ                | カレー（審査員：村上、大倉）                                      | 横山、村上、丸山、安田、大倉 | 無し                   | 生田斗真                                                                          |      |
| 69 | 11月22日 | カスタムグルメ                | 激辛カレー芝居                                                    | 横山、村上、丸山、安田、大倉 | 無し                   | 生田斗真                                                                          |      |
| 69 | 11月22日 | カスタムグルメ                | 2日目カレーカスタム                                               | 横山、村上、丸山、安田、大倉 | 無し                   | 生田斗真                                                                          |      |
| 70 | 11月29日 | 日本全国サウナトリップ        | 女子サウナ                                                        | 無し                         | 横山                   | VTR出演：3時のヒロイン                                                            |      |
| 70 | 11月29日 | レッツ!コレDEダンス           | 電車の発車音（丸山、伊原六花、斉藤慎二）                          | 横山、村上、丸山、安田、大倉 | 無し                   | 伊原六花、斉藤慎二                                                                |      |
| 71 | 12月6日  | やってんなプレビュー          | 舞台：『ごはんや ねこにこばん』                                   | 横山、村上、丸山、安田、大倉 | 村上、安田             | 吉村崇（平成ノブシコブシ）、朝日奈央                                              |      |
| 72 | 12月13日 | レッツ!コレDEダンス           | 運動会の音（丸山、伊原六花）                                      | 横山、村上、丸山、安田、大倉 | 無し                   | 伊原六花、斉藤慎二                                                                |      |
| 72 | 12月13日 | レッツ!コレDEダンス           | 湯沸かしの音（安田、斉藤慎二）                                    | 横山、村上、丸山、安田、大倉 | 無し                   | 伊原六花、斉藤慎二                                                                |      |
| 72 | 12月13日 | レッツ!コレDEダンス           | 家電店の音（横山、伊原六花）                                      | 横山、村上、丸山、安田、大倉 | 無し                   | 伊原六花、斉藤慎二                                                                |      |
| 72 | 12月13日 | レッツ!コレDEダンス           | スーパーの音（村上&丸山、伊原&斉藤）                              | 横山、村上、丸山、安田、大倉 | 無し                   | 伊原六花、斉藤慎二                                                                |      |
| 72 | 12月13日 | 真逆ロンパ                    | 対戦相手：ヒコロヒー                                              | 横山、村上、丸山、安田、大倉 | 無し                   | ヒコロヒー                                                                        |      |
| 73 | 12月20日 | カスタムグルメ                | 総集編                                                            | －                           | －                     | －                                                                                |      |

#### 2022年
| 回       | 放送日  | コーナー             | 内容                                                        | スタジオ出演メンバー         | ロケ出演メンバー             | ゲスト                                                      | 備考      |
| -------- | ------- | -------------------- | ----------------------------------------------------------- | ---------------------------- | ---------------------------- | ----------------------------------------------------------- | --------- |
| 74       | 1月17日 | せっかち-1グランプリ | 何分で出発地点に戻れるか?                                   | 村上、丸山、安田             | 無し                         | 無し                                                        |           |
| 75       | 1月24日 | せっかち-1グランプリ | 何分で出発地点に戻れるか?                                   | 横山、村上、丸山、安田、大倉 | 無し                         | 無し                                                        |           |
| 75       | 1月24日 | せっかち-1グランプリ | せっかちイス取りゲーム                                      | 横山、村上、丸山、安田、大倉 | 無し                         | 無し                                                        |           |
| 76       | 1月31日 | カスタムグルメ       | 『乃が美』：食パン （審査員：大倉、社長・阪上雄司、シェフ） | 横山、村上、丸山、安田、大倉 | 無し                         | 高橋真麻、倉田大誠（フジテレビアナウンサー）                |           |
| 77       | 2月7日  | 俺のスキルステークス | （企画全体）                                                | 横山、村上、丸山、安田、大倉 | 無し                         | くっきー!（野性爆弾）                                       |           |
| 77       | 2月7日  | 俺のスキルステークス | 実力派子役対抗!即泣きトライアルレース                       | 横山、村上、丸山、安田、大倉 | 無し                         | 佐藤遙灯、苑美、カミラ                                      |           |
| 77       | 2月7日  | 俺のスキルステークス | キッズYouTuber対抗!注意引きつけレース                       | 横山、村上、丸山、安田、大倉 | 無し                         | ももか、じゅな、しゅんぺー、オカリナ（おかずクラブ）        |           |
| 77       | 2月7日  | 俺のスキルステークス | 集中力高めキッズ対抗! 割り箸から絶対に目を逸らすなレース    | 横山、村上、丸山、安田、大倉 | 無し                         | 芝優人、小林聖矢、髙井駿音                                  |           |
| 78       | 2月14日 | ピーピー1グランプリ  | ターゲット：浜口京子                                        | 横山、村上、丸山、安田、大倉 | 無し                         | 浜口京子、吉村崇（平成ノブシコブシ）                        |           |
| 79       | 2月21日 | レッツ!コレDEダンス  | 火曜サスペンスのテーマ（丸山、ウイカ）                      | 横山、村上、丸山、安田、大倉 | 無し                         | 芋洗坂係長、かなで（3時のヒロイン）、ファーストサマーウイカ |           |
| 79       | 2月21日 | レッツ!コレDEダンス  | いすゞのトラックのCM音楽（安田、かなで）                    | 横山、村上、丸山、安田、大倉 | 無し                         | 芋洗坂係長、かなで（3時のヒロイン）、ファーストサマーウイカ |           |
| 79       | 2月21日 | レッツ!コレDEダンス  | ドラゴンクエストのテーマ（横山、芋洗坂係長）                | 横山、村上、丸山、安田、大倉 | 無し                         | 芋洗坂係長、かなで（3時のヒロイン）、ファーストサマーウイカ |           |
| 79       | 2月21日 | レッツ!コレDEダンス  | 笑点のテーマ（村上&丸山、ウイカ&かなで）                    | 横山、村上、丸山、安田、大倉 | 無し                         | 芋洗坂係長、かなで（3時のヒロイン）、ファーストサマーウイカ |           |
| 80       | 2月28日 | 鈍顔-1グランプリ     | イタズラメイクにどの段階で気付くか?                         | 無し                         | 横山、村上、丸山、安田、大倉 | 高橋名人                                                    |           |
| 81       | 3月7日  | 最終回直前特別企画   | 負けたら即カスタム罰ゲーム対決（丸山）                      | 横山、丸山、安田、大倉       | 無し                         | ハリウッドザコシショウ                                      |           |
| 81       | 3月7日  | 最終回直前特別企画   | ハートフルドッキリ（安田）                                  | 横山、安田、大倉             | 無し                         | 無し                                                        |           |
| 82       | 3月14日 | 最終回直前特別企画   | 野田クリスタルと因縁ストII対決（横山）                      | 横山、村上、丸山、安田、大倉 | 無し                         | マヂカルラブリー                                            |           |
| 82       | 3月14日 | 最終回直前特別企画   | テレビの王道ドッキリ11連発（大倉）                          | 横山、村上、安田、大倉       | 無し                         | 無し                                                        |           |
| 83（終） | 3月21日 | 最終回特別企画       | 逆立ちで水飲めるのか?（村上）                               | 横山、村上、丸山、安田、大倉 | 無し                         | 無し                                                        | [ 注 36 ] |
| 83（終） | 3月21日 | 最終回特別企画       | 関ジャニの母（安田）                                        | 横山、村上、丸山、安田、大倉 | 無し                         | 無し                                                        | [ 注 36 ] |
| 83（終） | 3月21日 | 最終回特別企画       | 雰囲気北欧酒場（丸山）                                      | 横山、村上、丸山、安田、大倉 | 無し                         | 無し                                                        | [ 注 36 ] |
| 83（終） | 3月21日 | 最終回特別企画       | ウーザイゲーム（横山、大倉）                                | 横山、村上、丸山、安田、大倉 | 無し                         | 無し                                                        | [ 注 36 ] |
| 83（終） | 3月21日 | 最終回特別企画       | 「友よ」歌唱                                                | 横山、村上、丸山、安田、大倉 | 無し                         | 無し                                                        | [ 注 36 ] |

## コーナー・企画

### 『関ジャニ∞クロニクル』時代

#### 7人同時にプロスポーツ選手と対決
関ジャニ∞7人でプロスポーツ選手と対決するコーナー。1～2人の選手に対して7人で挑み、通常の試合では反則となるような行為も平気で行われるが、プロに通用することはあまりなく2015年の勝敗は全敗。

#### いきなりドッジ
家を模した密室セットの中でいきなり出現するボールでドッジボールが行われる、撮影はマジックミラー越しに360度から行われ、カメラの台数が初回から徐々に増えている。
3回当てられたメンバーが負けとなり、その時点でゲームは終了する。ドッジボールと称しているが敵味方の区別は無く、当てられないように同盟を組もうとする者やゲストを盾にする者、果ては昼寝を始めたり仮病を使ったりして試合から離脱しようとする者が現れるなど、メンバーそれぞれの性格や関係性が表れる心理戦がメインとなる。コーナー中は「性格ポイント」がテロップで表示される。出現するボールは通常のピンク色のボールに加え「これ当てられたらいきなり2アウト」と書かれた黒のボール、「ゲストの悪口を無理やり言う」「次のアウトまで赤ちゃん言葉」などの罰ゲームが書かれた金のボール、はずれと書かれた黒のボールも存在する。また、佐藤健やおかずクラブなどゲストを迎えて行う時もある。

#### 女心を理解出来るか?
「アラサー女性の心を理解しているか?」を試される企画。5つの選択肢の中から女性が思う1位と5位を関ジャニ∞が１つに絞り、当てるというもの。セットは7人が椅子に座り透明な半円テーブルを囲み、選択肢の書かれた透明のボードを使用する。ランキング発表ではパーセントも発表される。周りでは女性が見守っている。見守っている女性は基本的に真顔であるが、渋谷が休憩時間中に女性たちの前で屁をこいたせいで笑ってしまった。9回目からアラサー女性に聞いた関ジャニ∞のイメージランキングが発表されるようになった。新春スペシャルとその次の週は女性ゲスト（松本伊代、千秋、大久保佳代子、河北麻友子、道端アンジェリカ）が見届け人として参加した。このコーナーで錦戸が女性に言ってみたい台詞は「スーパーマンよりは遅いかも知らんけど出来るだけ早く行くから」と言っていたことを大倉が暴露したことにより、企画内でスーパーマンと呼ばれたことがきっかけで「ラブスーパーマン」のコントが誕生した。

#### 本物のゲストは誰でしょう?
村上が質問をし、裏にいる本物のゲストの回答をイヤホンで聞いた代役の人物が答え、それをヒントにゲストを当てるコーナー。ゲストがリクエストした好きな料理が完成されるまでの間（10分間）に回答する。第1回から第4回までは髭面の「おじさん」と名乗るエキストラが代役を務めていたが、第5回は女優の平田敦子、第6回、第7回は俳優の野間口徹が代役となった。進行は村上で回答者は他の6人のメンバー。初回は回答者の6人が自由に質問することができ、1人が正解すれば全員クリアだったが、安田が開始3分で正解し尺が余ってしまったためにルールを変更。その次の放送回から会議で見直され、村上が代表で質問し、答えがわかったら村上に耳打ちする個人戦となった。シェフは何故か毎回調理時間を聞かれると「ちょうど10分かかる」と答えるのがお約束。
| 回数   | ゲスト     | 代役     | 料理               |
| ------ | ---------- | -------- | ------------------ |
| 第一回 | 篠原ともえ | おじさん | ニョッキ           |
| 第二回 | 小林麻耶   | おじさん | 桃を使ったデザート |
| 第三回 | IKKO       | おじさん | クレープシュゼット |
| 第四回 | 寺田心     | おじさん | トマトを使った料理 |
| 第五回 | SHELLY     | 平田敦子 | フルーツ           |
| 第六回 | ジミー大西 | 野間口徹 | 寿司               |
| 第七回 | 亀田興毅   | 野間口徹 | メロンパンケーキ   |

#### イケメンカメラ目線陸上→イケメンカメラ目線スポーツ
村上が司会で、他のメンバーが二人ずつのチームになり、スポーツをしながらカメラ目線でキメ顔をして、いかにイケメンかを競う企画。開始当初は陸上競技のみであったが、その他の競技も実施されるようになったため、タイトルも「イケメンカメラ目線陸上」から「イケメンカメラ目線スポーツ」に変更。横山と渋谷、丸山と錦戸、大倉と安田がペアになり、それぞれ黒、白、ピンクのユニフォームを着ている。村上が毎回「イケメン村上くん人形」を使い競技の説明をするが、よく首が取れる上に、第8回以降は途中で消えるため村上が代わりにやることが定番になっていた。競技ポイントは成功すれば10ポイント、カメラ目線ポイントは3人の女性スタッフが審査員を務め、最高15ポイントで審査する。第6～7回はスタッフに変わり大久保佳代子が審査員をしていたが、第8回からは再び女性スタッフに戻り判定スタッフの名前は発表されなくなった。さらに点数制は無くなり、3人の女性スタッフが「ナンバーワンイケメン」を決める方式となった。なお、第8回から「新シリーズ」と題してチーム替えが行われ、錦戸と安田、横山と大倉、丸山と渋谷がペアになり、ユニフォームの色もそれぞれ黄色・青・赤に変わった。第10回よりゲストが加入。
2017年9月に放送された『FNS27時間テレビ2017 にほんのれきし』内では、戦国時代に活躍した村上水軍の末裔である村上が舟を模したセットでカメラ目線で写真を取るというミニコーナーで登場。しかし、荒波に見立てた水をかける役のビートたけしが暴走し、村上や他のメンバーに水を掛けまくるも、すぐさまたけしがメンバーの反撃に遭いこちらもずぶぬれに。結局スタジオ中が水浸しになった。

#### クイズ!お一人様に聞きました!
丸山が深夜の町に1人でいる女性を見つけてインタビューをする企画。スタジオでは丸山が司会で、他のメンバーは突然出されるクイズに答える回答者。惜しい答えや良い答えには「いいね丸太郎ジュニア（黄色）」が与えられ、正解者には「正解丸太郎ジュニア（オレンジ）」が与えられる。「いいね丸太郎ジュニア」は丸山のさじ加減で個数が決まる。優勝者に特にご褒美はない。第1回のみ、優勝者の渋谷に丸山がヒーローインタビューをした。半年に一回程度のコーナーであり、村上から「終わりかけの特番」と言われた。丸山が深夜1時頃に1人でロケに行くため、テンションがかなり真面目。ロケに慣れていないのか1人だと不安なのかグダグダになり、街の騒音でロケに集中出来なくなったりするため、渋谷や横山から「街ぐるみでいじられている」と言われている。
| 回数   | 放送日         | ロケ地 |
| ------ | -------------- | ------ |
| 第一回 | 2015年7月4日   | 高円寺 |
| 第二回 | 2015年9月12日  | 秋葉原 |
| 第三回 | 2016年3月12日  | 下北沢 |
| 第四回 | 2016年11月19日 | 川崎   |
| 第五回 | 2017年9月16日  | 浅草   |

#### No.1なのにさんを探せ
くじ引きで選ばれたメンバーが町へ出て〇〇なのに△△と言うギャップのある人物＝なのにさんを探す企画。丸山が審査員長でくじから外れたメンバーと共にNo.1なのにさんを決める。
| 回数   | 放送日                   | ロケ地       | メンバー               | 備考                 |
| ------ | ------------------------ | ------------ | ---------------------- | -------------------- |
| 第一回 | 2015年11月21日、11月28日 | 祖師ヶ谷大蔵 | 横山、渋谷、村上、安田 |                      |
| 第二回 | 2016年2月20日            | 浅草         | 横山、村上、安田       |                      |
| 第三回 | 2016年4月9日             | 吉祥寺       | 横山、安田、錦戸       |                      |
| 第四回 | 2016年5月28日            | 高円寺       | 橫山、安田、大倉       |                      |
| 第五回 | 2016年6月24日            | 赤羽         | 渋谷、錦戸、大倉       | バッキバキにバズれSP |
| 第六回 | 2016年7月30日            | 神保町       | 大倉、錦戸、横山       |                      |
| 第七回 | 2016年10月22日           | 自由が丘     | 村上、錦戸、渋谷       |                      |
| 第八回 | 2017年2月22日            | 北千住       | 横山、安田、大倉       |                      |
| 第九回 | 2017年4月29日            | 中野         | 渋谷、丸山、大倉       |                      |
| 第十回 | 2017年8月26日            | 下北沢       | 横山、渋谷、大倉       |                      |

2017年9月に放送された『FNS27時間テレビ2017 にほんのれきし』内のスペシャル版では、同番組の総合司会を務めた村上を除く6人が3チーム（渋谷・大倉：大阪、横山・丸山：愛知、安田・錦戸：仙台）に分かれ、戦国武将にまつわるギャップを探り、スタジオゲストのビートたけし・剛力彩芽が評価するという内容だった。

#### なんとか成立させろ記者会見
何の打ち合わせもなく、個別に仕切られた更衣室に用意された昔話（桃太郎、浦島太郎など）の衣装を選んで着用し、架空の映画作品の記者会見に臨む企画。たとえ役柄が被ってもアドリブでストーリーを成立させなければならない。メンバーにインタビューする記者役はマキタスポーツ。最後にアドリブの内容をもとに、映画のような予告編が流れる。

#### タズラーGP
料理番組というシチュエーションで料理をする大倉に対し、他の6人が思い思いにいたずらを仕掛ける企画。アシスタントの女性がいたずらの実行をサポート。実況はフジテレビアナウンサーの倉田大誠。6人は、大倉がいたずらに引っかかる様子を別室からモニターを介して見る。全員分のいたずらが終了し、料理が完成した後、大倉は受けたいたずらの中から最も優秀なものを決める。2016年8月13日放送の第3回目は、渋谷に仕返しがしたいと言う大倉のリクエストで、BBQ場というシチュエーションで渋谷にいたずらが仕掛けられた。
その後放送はなかったが、Fの2021年5月24日放送分にて5年ぶりに放送。ターゲットは大倉で、シチュエーションはトレーニング。

#### 即泣きトライアル
くじ引きで決められた芝居に不釣り合いなセリフでいかに早く泣けるかをメンバー同士で競う企画。79秒（泣く）の間に泣けないと失敗。第二回では、ゲストとしてドラマ「ON 異常犯罪捜査官・藤堂比奈子」より俳優の要潤が参加した。第三回では、ゲストとしてドラマ「カインとアベル」より女優の南果歩が参加した。このコーナーは安田がかなり得意で、ロバートデニーロの「デ・ニーロ・アプローチ」ならぬ「ヤ・スーダ・アプローチ」や「即泣きの帝王」と呼ばれる。また、「しぼり」という力業がシリーズで使われており、残り5秒で目をぎゅっとしぼるように涙を出そうとすることからネーミングがついた。発端は大倉であるが、その後、南果歩や安田も使用している。クロニクルFでは、「俺のスキルステークス」の1種目として放送された。

#### 自称そっくりサスペンス
司会は横山で、他の6人のメンバーが3人ずつのチームに分かれて、登場する様々な有名人の自称そっくりさんを見て、誰に似ているかを推理する企画。渋谷、村上、大倉の3人はシャーロック・ホームズチーム、丸山、安田、錦戸の3人は金田一耕助チームで、それぞれホームズと金田一の衣装を着ている。そっくりさんの中には「そっくりを売りにしている芸人」だけでなく「暗いところで似てると言われる」というだけの一般人も参加している。

#### もひとりおるおる?
関ジャニ∞メンバーとゲストでタコ焼きパーティーをしながら個人のクセや習慣、独自の経験を語り、自分以外の共感者をもう1人見つけるコーナー。語った後に"もひとりおるおる"とコールし、自分以外にもう1人共感者がいた場合のみタコ焼きが食べられるシステムとなっている。そのため、最後までタコ焼きを食べられないこともある。スペシャル版では村上と横山も参加。時間帯変更と共にメンバー全員参加となった。指名されたわけではないがタコ焼きの調理は毎回丸山が担当している。

#### 真実堂書店
丸山と渋谷が店主となり、村上と大倉とゲストで用意された本の中から実際に販売されている本物の本と、店主がタイトルを考えた実在しない偽物の本を見極めるコーナー。勝負は3回戦。当初は5冊の本から3冊の本物を選ぶコーナーだったが、第10回目からルールが変更され、3回戦というルールはそのままに「恋愛」「自己啓発」などのテーマに沿って用意された2冊の本から本物の本を当てる二択形式になった。渋谷と丸山によれば、大手出版社から実際に「タイトルだけ考えて欲しい」との依頼が来たらしい。オープニングは丸山の「いらっしゃいませ。真実堂へようこそ。」というセリフから始まり、渋谷が下手な作り笑いをしている。本のプレゼンは渋谷、正解の解説は丸山が行う。2019年5月4日の放送にて店主役だった渋谷のグループ脱退に伴う番組卒業でこのコーナーが終了したことが明かされた。

#### 売名登竜門
お笑い芸人が自身の売名を掛けてルーレットで選ばれたメンバーの1人と様々な対決をするコーナー。お笑い芸人が勝った場合、PRタイムが与えられ、その時間内に自身の芸を披露する事が可能。なお、ナレーターが片言の女性の他、セットや衣装が中華風となっている。
| 回数  | 放送日        | ゲスト            | メンバー  | 対決内容                                    | 備考 |
| ----- | ------------- | ----------------- | --------- | ------------------------------------------- | ---- |
| 第1回 | 2016年9月17日 | のばしぼん        | 大倉      | ノンブレスにらめっこ対決                    |      |
| 第2回 | 2016年10月1日 | KICK☆             | 丸山      | 目隠しチキンレース対決                      |      |
| 第3回 | 2016年12月3日 | 3ガガヘッズ       | 錦戸      | サイレントブーブークッション対決            |      |
| 第4回 | 2017年1月21日 | むらせ ペンギンズ | 安田 渋谷 | 自転車遅い者勝ちレース 風船早膨らましバトル |      |

#### TOGAKIHOUSE
ある番組に似たセットとオープニングで始まる。関ジャニ∞7人がモニターに映し出されるト書きのみで演技をする。ト書き自体はほとんどが支離滅裂なものとなっており、セリフは個人が決めなくてはならない。台本は無いがスタッフから事前に小道具を渡されるメンバーもいる。収録は関ジャニ∞7人のみで事前に行われ、編集後にVTRをゲストと共に観る。カットされる場合も多く、ゲストと共にVTRを見ながら自分のネタがカットされたことを漏らし嘆くメンバーも見られる。第2回ではギャラクシー賞を受賞した。

#### ファボられタイムライン
3チームに分かれて、ゲストが出したお題に対しスマホで写真を撮って送信し、どのチームが一番ゲストにファボられる(気に入られる)か競うロケ形式の企画。写真だけでなくメッセージも送ることが出来るが電話は出来ず、ファボられたチームのみゲストと電話をする権利が与えられる。主に関ジャニ∞メンバーが2～3人ずつのチームに分かれてゲストに写真を送る形式だが、スペシャルでは更にゲストチームが参戦することもある。素人と絡んだり小道具を購入して使用することも可能。使用するスマホのケースはチームになったメンバーそれぞれのメンバーカラーがマーブル模様になったもので、ゲストチームは虹色のマーブル模様のものを使っている。

#### スゲーなのに図鑑
「なのにさんを探せ」からバージョンアップ企画
今をときめく、その道のプロや企業に関ジャニ∞が会いに行き、話題の秘密や意外なギャップ=なのにを探る。

#### オフ会2パラ中継
芸能人のプライベートな「オフ会」に関ジャニ∞メンバーがご新規さんとして参加してリポート。
サロンバスで2つのオフ会リポートを見守るゲスト・村上・錦戸。各オフ会のリポートをするのは丸山・安田。

#### スルーされたニュース
世間を騒がせた1面ニュースの裏で実はスゴイのに注目されなかったニュース=スルーされたニュース にスポットを当て徹底取材する企画。

#### ぶらり短歌
話題の場所を舞台に"実際に体験して""短歌を詠む"企画。

#### 関ジャニ先生!
先生になったメンバーが生徒役の子供に対して、お題となるワードを授業する。授業後、子供たちがどれだけ理解できたかを確認するため、そのワードを使った作文を作る。

#### リストランテMIKIWAME
大倉が支配人、錦戸が料理長として進行を担当。他のメンバーはゲストとともに客として解答者になる。お題となる料理に使われる正しい食材を四択の中から選ぶ。正解すれば正しい食材が入れられるが、不正解の場合は実際に選んだ食材がそのまま入れられてしまう。最後に実際に出来上がった料理を試食する。

#### オチウメ!
女装した丸山が進行、他のメンバーは解答者となる。ある漫画の1シーンを見て、最後のオチ部分のセリフを当てる。

#### 横山的思わず嫉妬した大賞
半年に一度のペースで行われ、横山が思わず嫉妬したメンバーの名場面を振り返る総集編的なコーナー。横山は毎回白のタキシードで登場するが、メンバーに板尾創路といじられたことも。メンバーはテーブルに座って横山の話を聞くスタイルで、大賞に選ばれたメンバーには横山からトロフィーが贈られる。横山があまりにも嫉妬するのを丸山が「嫉妬してる暇があったら自分が頑張れば良い」と元も子もない的確な指摘をしたことも。

### 『関ジャニ∞クロニクル』ミニコーナー

#### おばあちゃんジェスチャークイズ
和風家屋を模したセットの縁側で、村上が司会となり出されたお題をおばあちゃんがジェスチャーで表現し、大倉とおじいちゃんが回答する。3問先取で勝利。司会の村上がおばあちゃんにレクチャーをしたり、おじいちゃんが出題前に回答のベルを鳴らしてしまうなどかなりゆるく、のんびりとしたコーナー。

#### 裏ナレーション刑事
ゲストの芸人コンビが張り込み中で声の出せない刑事に扮したメンバーに代わり台詞を言う。笑ってしまうとアウトになり撃たれて終了となる。

#### 裏ナレーション刑事season2
「裏ナレーション刑事」のパワーアップ企画。内容は前作と変わりないが、撃たれる弾が2発になり、火薬も派手になった。
裏ナレーションの芸人の腕もかかっており、笑わせるターゲットを先に決めているパターンもある

#### 英会話伝言ゲーム
村上、横山、錦戸が外国人タレントと交互に並んで英会話を伝言していき、最後のメンバーが英文とその日本語訳を答える企画。参加外国人タレントはロサンゼルス出身のレックス・ジョーンズ(元塩コショー)、シカゴ出身のハルカ・オース、イングランド出身のデイヴィッド・リッジス。当初は何度かメンバーの順番を入れ替えていたが、現在はレックス→横山→ハルカ→錦戸→デビッド→村上の順で固定となっている。なお初回はシアトル出身のクリントンが参加していたが、2015年時点で日本に38年いながら日本語がおぼつかないなどクセが強く、2回の出演の後デビッドに替わった。
初めにレックスからお題の英文を聞くのは横山であるが、意味や正確な発音は殆ど理解できておらず、アンカーの村上と全く同じ発想の独自翻訳をしていたりする。次のハルカへは発音などを雰囲気で英文を伝言するのだが、ハルカは横山の英文を何とか聞き取り正しいお題の英文に直すファインプレーが多く、結果横山は「ハルカが何とかしてくれる」と英文の意味などを殆ど理解しないまま彼女頼みにゲームを進めようとしてスタッフが咎めることもある。
錦戸は和訳までほとんどミスなしで理解して聞き取ることができており、次のデビッドにもテンポよく英文を伝言できているが、それ故に放送に映っている時間が短いことを気にする発言もしている。
村上はハルカ、錦戸、デビッドの努力で正しいお題英文が伝達されたとしても、何とか聞き取った英文の意味や発音を独自解釈して正解から遠ざかってしまうために正答率はかなり低く、25回のチャレンジで1年8ヶ月越しの正解を出した。村上は自身の英語力の低さを気にしており、北野武に相談したところ「英字新聞と日本の新聞を同時に読めば覚えられる」とアドバイスされたが、リーディングよりもリスニング力が問われるゲームなため、あまり改善はしていない模様。

#### すばるとなーみ
渋谷と渡辺直美が西野カナの曲に合わせて、流行している「バカップル動画」を公開する企画。すばる（渋谷すばる）はサングラスを頭にかけたオラオラ系のスウェット姿、なーみ（渡辺直美）は金髪で舌足らずのぶりっ子でゴテゴテのネイルをしており、赤いジャージを着ている。すばるとなーみはお互いにベタ惚れであり何をやっても「超可愛い〜!」と溺愛しているが、たまに素が出ることもあり、なーみが食べているケーキをすばるに「食べる？」と聞いたところ「要らない」と本気のトーンを漏らしたことがある。部屋にはヒョウ柄やピンクの家具があり、平気で下着が干してある。かなり狭く、1Kだが、同棲している模様。

#### ラブスーパーマン
「女心を理解出来るか?」から派生した企画。錦戸が胸にハートのマークがついたピンクのラメスーツと赤マントでラブスーパーマンに扮し、女性が「LOVE SUPERMAN」と言う架空のスマホアプリに送った恋の悩み相談に歯の浮くような回答をする。ファンからは大好評で、関ジャニ∞の元気が出るLIVE!!でも映像として登場している。

#### ハーモニカマン
渋谷がお題に沿ったストーリーをハーモニカで奏でる。白を基調とした服装に赤のジャケットと帽子を被っている。ピアノと共演したり、彼女にハーモニカだけで会話をしたりしている。
| 回数  | 放送日        | 内容                       | ゲスト   |
| ----- | ------------- | -------------------------- | -------- |
| 第1回 | 2015年9月5日  | 機関車、救急車、聖者の行進 |          |
| 第2回 | 2016年1月30日 | 猫ふんじゃった             |          |
| 第3回 | 2016年9月10日 | ハーモニカマンの恋心       | 川栄李奈 |

#### 絶対に失敗しない男
丸山があるシチュエーションで曲に合わせて踊りながら、テーブルクロス引きやジャグリングなどの難易度の高い技に連続で挑戦する企画。撮影は全てワンカットで行われ、一度でも失敗すると初めからやり直しとなる。数回で成功することもあるが社員食堂編では収録が6時間を超え、121回目での成功となった。

#### すぐムキになる横山の時間
メンバー最年長なのにすぐムキになるという横山の行動に安田と村上が実況を交えながらメンバーとの関わり合いを通して行動する横山の実態を解説するコーナー。

#### 妄想ぼっちメシ・大倉
大倉が"ぼっち飯"を愛するサラリーマンを演じ、行く先でぼっち飯を堪能しているところに客が現れ、自分がどう思われているかを勝手に妄想しながら食事をするコーナー。2016年5月14日放送分では、りゅうちぇるそっくりに変身した事が視聴者の間で話題となり、反響を呼んだ。

#### ネイリストYASU
安田がゲストにネイルアートを施しながら男2人がガールズトークで盛り上がるコーナー。

#### CC2 ちっちゃい2人
メンバーで身長が低い安田と渋谷が、「ちばるとちゃーた」というユニットを結成しアコースティックギターを弾きながら「小さいって素晴らしい」という小さいものの良さを歌ったオリジナル曲を演奏する。youtubeの様な動画サイトで動画を再生する所から始まる。

#### みんだせつおゲーム
メンバー2人で有名人の姓名の一文字目を入れ替えるゲーム。「せんだみつお」ならば「みんだせつお」となる。由来はせんだみつおゲームから。セットは顔出し看板から顔を出すもので顔から下は布製の小さな人形になっている。罰ゲームはADから「ぐすくり(くすぐり)の刑」を食らう。スタンバイしている他のメンバーがチャチャを入れる。スタンバイの席には芸能人百科事典が用意されている。

#### バッキバキ体操
アメリカのクラブ風の場所で、村上がふくよかな体型の人に「キミはバッキバキになりたい?」と英語で話し掛ける所から始まる。体操は"ラジオ体操を超えるエクササイズ"が目的となっており、振り付けはラジオ体操の工程を取り入れている。同年7月6日には、「罪と夏」のカップリングとして「バッキバキ体操第一」が収録され発売された。太った男性は「英会話伝言ゲーム」のデイヴィッド。またはニッチェ。ちなみにダンスを踊ってニッチェの2人は体型はそのままだったが「脂肪が…ない」と語った。トレンディエンジェルの斎藤司もコラボした。

#### 安田ワールドフレンドリー
「ネイリストYASU」から派生した企画。安田が世界中に友人を作ることを目標に、毎回異なる外国人女性と対話を繰り広げる。進行役はアントニー（マテンロウ）。

#### スーパーモーニングリサーチ
「妄想ぼっちメシ」から派生したコント。架空の朝番組にインタビューされるオタクの男性を大倉が演じる。季節の事柄や流行に対し、斜に構えた発言を繰り広げる。

### 『関ジャニ∞クロニクルF』時代・コーナー

#### カスタムグルメ
最高に美味しい料理を追求する企画で、料理、カップ麺、レストランチェーンの商品などをテーマに、自身の思う最高の食材と調理法をカスタマイズしアレンジ料理を作る企画。大倉のほか、レストランチェーンの広報担当者が審査員を務め点数付けをする。最下位にはカスタムだけに罰ゲームを組み合わせた「カスタム罰ゲーム」を執行される。

#### 横山裕 芸能界No.1ストIIへの道
横山が『ストリートファイターII』でゲストと対決する企画。「No.1ストIIへの道」とあるため、横山が敗北した時点で企画自体が打ち切りとなる。第2回で山本博（ロバート）と対決し敗北し一旦は終了するが、その収録終了後に再戦し、パーフェクト勝利を果たしたため企画存続となる。しかし、第3回でおたけ（ジャングルポケット）に敗北し企画終了。企画と並行しゲスト持ち込みの創作ゲームでの対決も行われた。

#### 日本全国サウナトリップ
関ジャニ∞メンバー1名とゲストが全国のサウナを巡る企画。

#### リモートジャーニー
海外や地方在住者とオンラインビデオ通話を繋ぎ、新型コロナウイルスの世界的流行により、容易く行けなくなった海外の絶景や国内の施設をガイドしてもらうことで旅行気分を味わう企画。

#### レッツ!コレDEダンス
小売店のBGMや家電製品のアラーム音など、身近な音を題材に創作ダンスを作る企画。ダンス経験のあるゲストが毎回出演。

### 『関ジャニ∞クロニクルF』時代・ミニコーナー

#### ジラ子、ジラり中。
Love Me Doによる占い結果を元に作られた、「地雷系女子」の大倉ジラ子（大倉）が「ぴえん」などの若者言葉を用いながらティーンモデルとロケをする企画。

## スタッフ

### 番組終了時のスタッフ
•=2020年4月27日（関ジャニ∞クロニクルF 初回以降）より加入
- 制作統括：太田一平（フジテレビ、2021年7月19日-、以前はCP→以前も制作統括を担当）
- 構成：藤谷弥生、オークラ、岐部昌幸、深田憲作（深田→•）
- スーパーバイザー：福原フトシ（•、以前は構成）
- ナレーター：服部潤（•）
- TP：児玉洋（フジテレビ）
- TM：橋本雄司（•）
- SW：宮崎健司、八代祐一（八代→•）
- CAM：小出豊、横山大輔、上田容一郎
- VE：土井理沙
- AUD：奈良岡純一、松本良道
- LD：藤沢勝
- 編集：木村雅史、二戸部光一、小川琢磨、斎藤義享、青木秀幸、増田徳樹、川尻一弘（川尻→•）
- MA：伊藤一馬、鈴木久美子（鈴木→•）
- 音効：千本洋
- TK：平野美紀子
- CG：和田真弥（•）
- タイトルデザイン：平原洋輔（•）
- 美術プロデューサー：三竹寛典（フジテレビ）
- 美術デザイン：邨山直也（フジテレビ）
- アートコーディネーター[47]：平山雄大
- 大道具：佐藤貴志（•、以前は大道具操作）
- 大道具操作：野口修平（•）
- アクリル装飾：伊藤幸枝（•）
- 装飾：門間誠
- 特殊装置：桑島亮太（•）
- アートフレーム：坂脇伸吾
- 植木装飾：広田明（•）
- 電飾：荻島彩実（•）
- 特殊効果：倉谷美奈絵
- スタイリスト：和田ユキヨ
- 衣裳：林春来
- 持道具：土屋洋子
- メイク：山崎陽子、大高里絵
- 制作協力：ガスコイン・カンパニー、UNITED PRODUCTIONS（UNITED→•）
- 協力：ジャニーズ事務所
- 技術協力：ニューテレス、IMAGICA、fmt、マルチバックス、Digital Circus
- リサーチ：林裕一（•）
- デスク：栗田美奈子
- 広報：北村桃子（フジテレビ、•）
- AD（•）：原凛一郎、細川高宏、奥田彩花、和田真波、栗脇るか、鈴木莉乃、徳元唯歌、鼻野和奏
- AP：吉川なるみ、惠川柚美（共に•）
- ディレクター：袰川斉（やんかわ商店）、小澤雄一、勝部美帆（ガスコイン・カンパニー、•）、後亮佑（•）/丸山隆平（Adobe Premiere Pro部分）
- プロデューサー：五十嵐剛・加藤智章・松尾やす子（フジテレビ、五十嵐→一時離脱→復帰）、瓜生夏美（ガスコイン・カンパニー）、髙木大輔（UNITED PRODUCTIONS、•）
- 演出：田中良樹・北山拓（フジテレビ、共に•、田中→•途中までディレクター）
- 総合演出：姉崎正広（SHO-GUN、以前は演出）
- チーフプロデューサー：島本亮（フジテレビ、2021年7月19日-、•以前は演出→一時離脱→復帰）
- 制作：フジテレビ編成制作局制作センター第二制作室（旧バラエティ制作センター→バラエティ制作部→制作局第二制作センター→編成局制作センター第二制作室）
- 制作著作：フジテレビ

### 過去のスタッフ
- ナレーション：勝杏里、佐藤政道、深川和征
- TD：高瀬義美
- SW：長瀬正人
- CGプロデュース：久保田幸（フジテレビ）
- CGディレクター：鈴木鉄平（フジテレビ）
- CGデザイン：一柳彩乃（フジテレビ）
- CGグラフィックス：塚元陽太、板倉圭太
- TK：松下絵里
- 大道具：大川原祐也
- 大道具操作：藤沢和雄
- アクリル装飾：斉藤祐介
- 特殊装置：後藤佑介、山崎峰生
- 植木装飾：後藤健、小久保孝志
- 電飾：田上淳子
- 衣裳：成田咲良
- 持道具：後藤綾
- 制作協力：SHO-GUN
- 技術協力：スコープ
- 広報：瀬田裕幸、池田綾子、鈴木文太郎、山本麻祐子（山本→以前も担当）（共にフジテレビ）
- デスク：松尾裕子、関下由美子、福田有岐
- AD（•）：猪狩直光、呉俊鐸、永野司、柴﨑祐輔
- ディレクター：神田洋昭、杉野幹典（フジテレビ）、松村淳（•、2020年3月までFD）
- プロデューサー：和田健・松本祐紀・上野貴央（共にフジテレビ）
- 演出：角山僚祐（フジテレビ、以前はディレクター→総合演出）
- 総合演出：福山晋司（フジテレビ）
- ゼネラルプロデューサー：中嶋優一（フジテレビ、以前はCP→制作統括）
- チーフプロデューサー：亀高美智子・清水泰貴（フジテレビ）

## ネット局

### レギュラー放送（F、ネットワークセールス時代）
| 放送対象地域  | 放送局                    | 系列           | 放送期間                      | 放送日時（JST）              | ネット状況 |
| ------------- | ------------------------- | -------------- | ----------------------------- | ---------------------------- | ---------- |
| 関東広域圏    | フジテレビ（CX）          | フジテレビ系列 | 2020年4月27日 - 2022年3月21日 | 月曜 23:00 - 23:40           | 【制作局】 |
| 北海道        | 北海道文化放送（uhb）     | フジテレビ系列 | 2020年4月27日 - 2022年3月21日 | 月曜 23:00 - 23:40           | 同時ネット |
| 岩手県        | 岩手めんこいテレビ（mit） | フジテレビ系列 | 2020年4月27日 - 2022年3月21日 | 月曜 23:00 - 23:40           | 同時ネット |
| 宮城県        | 仙台放送（OX）            | フジテレビ系列 | 2020年4月27日 - 2022年3月21日 | 月曜 23:00 - 23:40           | 同時ネット |
| 秋田県        | 秋田テレビ（AKT）         | フジテレビ系列 | 2020年4月27日 - 2022年3月21日 | 月曜 23:00 - 23:40           | 同時ネット |
| 山形県        | さくらんぼテレビ（SAY）   | フジテレビ系列 | 2020年4月27日 - 2022年3月21日 | 月曜 23:00 - 23:40           | 同時ネット |
| 福島県        | 福島テレビ（FTV）         | フジテレビ系列 | 2020年4月27日 - 2022年3月21日 | 月曜 23:00 - 23:40           | 同時ネット |
| 新潟県        | NST新潟総合テレビ（NST）  | フジテレビ系列 | 2020年4月27日 - 2022年3月21日 | 月曜 23:00 - 23:40           | 同時ネット |
| 長野県        | 長野放送（NBS）           | フジテレビ系列 | 2020年4月27日 - 2022年3月21日 | 月曜 23:00 - 23:40           | 同時ネット |
| 静岡県        | テレビ静岡（SUT）         | フジテレビ系列 | 2020年4月27日 - 2022年3月21日 | 月曜 23:00 - 23:40           | 同時ネット |
| 富山県        | 富山テレビ（BBT）         | フジテレビ系列 | 2020年4月27日 - 2022年3月21日 | 月曜 23:00 - 23:40           | 同時ネット |
| 石川県        | 石川テレビ（ITC）         | フジテレビ系列 | 2020年4月27日 - 2022年3月21日 | 月曜 23:00 - 23:40           | 同時ネット |
| 福井県        | 福井テレビ（FTB）         | フジテレビ系列 | 2020年4月27日 - 2022年3月21日 | 月曜 23:00 - 23:40           | 同時ネット |
| 中京広域圏    | 東海テレビ（THK）         | フジテレビ系列 | 2020年4月27日 - 2022年3月21日 | 月曜 23:00 - 23:40           | 同時ネット |
| 近畿広域圏    | 関西テレビ（KTV）         | フジテレビ系列 | 2020年4月27日 - 2022年3月21日 | 月曜 23:00 - 23:40           | 同時ネット |
| 鳥取県 島根県 | さんいん中央テレビ（TSK） | フジテレビ系列 | 2020年4月27日 - 2022年3月21日 | 月曜 23:00 - 23:40           | 同時ネット |
| 岡山県 香川県 | 岡山放送（OHK）           | フジテレビ系列 | 2020年4月27日 - 2022年3月21日 | 月曜 23:00 - 23:40           | 同時ネット |
| 広島県        | テレビ新広島（tss）       | フジテレビ系列 | 2020年4月27日 - 2022年3月21日 | 月曜 23:00 - 23:40           | 同時ネット |
| 愛媛県        | テレビ愛媛（EBC）         | フジテレビ系列 | 2020年4月27日 - 2022年3月21日 | 月曜 23:00 - 23:40           | 同時ネット |
| 高知県        | 高知さんさんテレビ（KSS） | フジテレビ系列 | 2020年4月27日 - 2022年3月21日 | 月曜 23:00 - 23:40           | 同時ネット |
| 福岡県        | テレビ西日本（TNC）       | フジテレビ系列 | 2020年4月27日 - 2022年3月21日 | 月曜 23:00 - 23:40           | 同時ネット |
| 佐賀県        | サガテレビ（STS）         | フジテレビ系列 | 2020年4月27日 - 2022年3月21日 | 月曜 23:00 - 23:40           | 同時ネット |
| 長崎県        | テレビ長崎（KTN）         | フジテレビ系列 | 2020年4月27日 - 2022年3月21日 | 月曜 23:00 - 23:40           | 同時ネット |
| 熊本県        | テレビくまもと（TKU）     | フジテレビ系列 | 2020年4月27日 - 2022年3月21日 | 月曜 23:00 - 23:40           | 同時ネット |
| 鹿児島県      | 鹿児島テレビ（KTS）       | フジテレビ系列 | 2020年4月27日 - 2022年3月21日 | 月曜 23:00 - 23:40           | 同時ネット |
| 沖縄県        | 沖縄テレビ（OTV）         | フジテレビ系列 | 2020年4月27日 - 2022年3月21日 | 月曜 23:00 - 23:40           | 同時ネット |
| 大分県        | 大分放送（OBS）           | TBS系列        | 2020年10月4日 - 不明          | 土曜 0:15 - 0:55（金曜深夜） | 遅れネット |

### レギュラー放送(ローカルセールス時代)
| 放送対象地域  | 放送局                    | 系列           | 放送日時           | ネット状況 | 備考                |
| ------------- | ------------------------- | -------------- | ------------------ | ---------- | ------------------- |
| 関東広域圏    | フジテレビ（CX）          | フジテレビ系列 | 土曜 10:53 - 11:21 | 制作局     | 制作局              |
| 岩手県        | 岩手めんこいテレビ（mit） | フジテレビ系列 | 火曜 16:20 - 16:50 | 遅れネット | [ 注 37 ]           |
| 宮城県        | 仙台放送（OX）            | フジテレビ系列 | 日曜 13:55 - 14:25 | 遅れネット | [ 注 38 ]           |
| 福島県        | 福島テレビ（FTV）         | フジテレビ系列 | 火曜 1:25 - 1:55   | 遅れネット |                     |
| 新潟県        | NST新潟総合テレビ（NST）  | フジテレビ系列 | 木曜 0:30 - 1:00   | 遅れネット | [ 注 40 ]           |
| 長野県        | 長野放送（NBS）           | フジテレビ系列 | 日曜 12:00 - 12:30 | 遅れネット | [ 注 41 ] [ 49 ]    |
| 静岡県        | テレビ静岡（SUT）         | フジテレビ系列 | 土曜 0:45 - 1:15   | 遅れネット |                     |
| 福井県        | 福井テレビ（FTB）         | フジテレビ系列 | 金曜 19:00 - 19:30 | 遅れネット | [ 注 42 ]           |
| 中京広域圏    | 東海テレビ（THK）         | フジテレビ系列 | 木曜 3:10 - 3:40   | 遅れネット | [ 注 43 ]           |
| 岡山県 香川県 | 岡山放送（OHK）           | フジテレビ系列 | 金曜 0:50 - 1:20   | 遅れネット |                     |
| 高知県        | 高知さんさんテレビ（KSS） | フジテレビ系列 | 水曜 0:25 - 0:55   | 遅れネット |                     |
| 佐賀県        | サガテレビ（STS）         | フジテレビ系列 | 金曜 0:55 - 1:25   | 遅れネット | [ 注 44 ] [ 注 45 ] |
| 長崎県        | テレビ長崎（KTN）         | フジテレビ系列 | 日曜 8:55 - 9:25   | 遅れネット |                     |
| 青森県        | 青森テレビ（ATV）         | TBS系列        | 土曜 10:45 - 11:15 | 遅れネット | [ 注 46 ]           |
| 山梨県        | テレビ山梨（UTY）         | TBS系列        | 日曜 25:20 - 25:50 | 遅れネット | [ 注 47 ]           |
| 大分県        | 大分放送（OBS）           | TBS系列        | 火曜 10:50 - 11:20 | 遅れネット | [ 注 48 ]           |
| 広島県        | テレビ新広島（tss）       | フジテレビ系列 | 木曜 0:25 - 0:55   | 不定期放送 | 不定期放送          |

#### 過去のネット局
- 福岡県：テレビ西日本（TNC）
  - 2017年10月7日 - 2018年2月17日
  - 土曜 17:00 - 17:30
- 秋田県：秋田テレビ（AKT）  
  - 2017年10月3日 - 2019年9月17日
  - 火曜 15:50 - 16:20

### お正月スペシャル2016
| 放送対象地域  | 放送局                    | 系列           | 放送日時                         | ネット状況 |
| ------------- | ------------------------- | -------------- | -------------------------------- | ---------- |
| 関東広域圏    | フジテレビ（CX）          | フジテレビ系列 | 2016年1月1日（金）23:30 - 翌0:30 | 制作局     |
| 北海道        | 北海道文化放送（uhb）     | フジテレビ系列 | 2016年1月1日（金）23:30 - 翌0:30 | 同時ネット |
| 岩手県        | 岩手めんこいテレビ（mit） | フジテレビ系列 | 2016年1月1日（金）23:30 - 翌0:30 | 同時ネット |
| 宮城県        | 仙台放送（OX）            | フジテレビ系列 | 2016年1月1日（金）23:30 - 翌0:30 | 同時ネット |
| 秋田県        | 秋田テレビ（AKT）         | フジテレビ系列 | 2016年1月1日（金）23:30 - 翌0:30 | 同時ネット |
| 山形県        | さくらんぼテレビ（SAY）   | フジテレビ系列 | 2016年1月1日（金）23:30 - 翌0:30 | 同時ネット |
| 福島県        | 福島テレビ（FTV）         | フジテレビ系列 | 2016年1月1日（金）23:30 - 翌0:30 | 同時ネット |
| 新潟県        | 新潟総合テレビ（NST）     | フジテレビ系列 | 2016年1月1日（金）23:30 - 翌0:30 | 同時ネット |
| 長野県        | 長野放送（NBS）           | フジテレビ系列 | 2016年1月1日（金）23:30 - 翌0:30 | 同時ネット |
| 静岡県        | テレビ静岡（SUT）         | フジテレビ系列 | 2016年1月1日（金）23:30 - 翌0:30 | 同時ネット |
| 富山県        | 富山テレビ（BBT）         | フジテレビ系列 | 2016年1月1日（金）23:30 - 翌0:30 | 同時ネット |
| 石川県        | 石川テレビ（ITC）         | フジテレビ系列 | 2016年1月1日（金）23:30 - 翌0:30 | 同時ネット |
| 福井県        | 福井テレビ（FTB）         | フジテレビ系列 | 2016年1月1日（金）23:30 - 翌0:30 | 同時ネット |
| 中京広域圏    | 東海テレビ（THK）         | フジテレビ系列 | 2016年1月1日（金）23:30 - 翌0:30 | 同時ネット |
| 近畿広域圏    | 関西テレビ（KTV）         | フジテレビ系列 | 2016年1月1日（金）23:30 - 翌0:30 | 同時ネット |
| 鳥取県 島根県 | 山陰中央テレビ（TSK）     | フジテレビ系列 | 2016年1月1日（金）23:30 - 翌0:30 | 同時ネット |
| 岡山県 香川県 | 岡山放送（OHK）           | フジテレビ系列 | 2016年1月1日（金）23:30 - 翌0:30 | 同時ネット |
| 広島県        | テレビ新広島（tss）       | フジテレビ系列 | 2016年1月1日（金）23:30 - 翌0:30 | 同時ネット |
| 愛媛県        | テレビ愛媛（EBC）         | フジテレビ系列 | 2016年1月1日（金）23:30 - 翌0:30 | 同時ネット |
| 高知県        | 高知さんさんテレビ（KSS） | フジテレビ系列 | 2016年1月1日（金）23:30 - 翌0:30 | 同時ネット |
| 福岡県        | テレビ西日本（TNC）       | フジテレビ系列 | 2016年1月1日（金）23:30 - 翌0:30 | 同時ネット |
| 佐賀県        | サガテレビ（STS）         | フジテレビ系列 | 2016年1月1日（金）23:30 - 翌0:30 | 同時ネット |
| 長崎県        | テレビ長崎（KTN）         | フジテレビ系列 | 2016年1月1日（金）23:30 - 翌0:30 | 同時ネット |
| 熊本県        | テレビくまもと（TKU）     | フジテレビ系列 | 2016年1月1日（金）23:30 - 翌0:30 | 同時ネット |
| 鹿児島県      | 鹿児島テレビ（KTS）       | フジテレビ系列 | 2016年1月1日（金）23:30 - 翌0:30 | 同時ネット |
| 沖縄県        | 沖縄テレビ（OTV）         | フジテレビ系列 | 2016年1月1日（金）23:30 - 翌0:30 | 同時ネット |

### バッキバキにバズれ!!SP
| 放送対象地域  | 放送局                    | 系列           | 放送日時                         | ネット状況 |
| ------------- | ------------------------- | -------------- | -------------------------------- | ---------- |
| 関東広域圏    | フジテレビ（CX）          | フジテレビ系列 | 2016年6月24日（金）23:00 - 23:58 | 制作局     |
| 北海道        | 北海道文化放送（uhb）     | フジテレビ系列 | 2016年6月24日（金）23:00 - 23:58 | 同時ネット |
| 岩手県        | 岩手めんこいテレビ（mit） | フジテレビ系列 | 2016年6月24日（金）23:00 - 23:58 | 同時ネット |
| 宮城県        | 仙台放送（OX）            | フジテレビ系列 | 2016年6月24日（金）23:00 - 23:58 | 同時ネット |
| 秋田県        | 秋田テレビ（AKT）         | フジテレビ系列 | 2016年6月24日（金）23:00 - 23:58 | 同時ネット |
| 山形県        | さくらんぼテレビ（SAY）   | フジテレビ系列 | 2016年6月24日（金）23:00 - 23:58 | 同時ネット |
| 福島県        | 福島テレビ（FTV）         | フジテレビ系列 | 2016年6月24日（金）23:00 - 23:58 | 同時ネット |
| 新潟県        | 新潟総合テレビ（NST）     | フジテレビ系列 | 2016年6月24日（金）23:00 - 23:58 | 同時ネット |
| 長野県        | 長野放送（NBS）           | フジテレビ系列 | 2016年6月24日（金）23:00 - 23:58 | 同時ネット |
| 静岡県        | テレビ静岡（SUT）         | フジテレビ系列 | 2016年6月24日（金）23:00 - 23:58 | 同時ネット |
| 富山県        | 富山テレビ（BBT）         | フジテレビ系列 | 2016年6月24日（金）23:00 - 23:58 | 同時ネット |
| 石川県        | 石川テレビ（ITC）         | フジテレビ系列 | 2016年6月24日（金）23:00 - 23:58 | 同時ネット |
| 福井県        | 福井テレビ（FTB）         | フジテレビ系列 | 2016年6月24日（金）23:00 - 23:58 | 同時ネット |
| 中京広域圏    | 東海テレビ（THK）         | フジテレビ系列 | 2016年6月24日（金）23:00 - 23:58 | 同時ネット |
| 近畿広域圏    | 関西テレビ（KTV）         | フジテレビ系列 | 2016年6月24日（金）23:00 - 23:58 | 同時ネット |
| 鳥取県 島根県 | 山陰中央テレビ（TSK）     | フジテレビ系列 | 2016年6月24日（金）23:00 - 23:58 | 同時ネット |
| 岡山県 香川県 | 岡山放送（OHK）           | フジテレビ系列 | 2016年6月24日（金）23:00 - 23:58 | 同時ネット |
| 広島県        | テレビ新広島（tss）       | フジテレビ系列 | 2016年6月24日（金）23:00 - 23:58 | 同時ネット |
| 愛媛県        | テレビ愛媛（EBC）         | フジテレビ系列 | 2016年6月24日（金）23:00 - 23:58 | 同時ネット |
| 高知県        | 高知さんさんテレビ（KSS） | フジテレビ系列 | 2016年6月24日（金）23:00 - 23:58 | 同時ネット |
| 福岡県        | テレビ西日本（TNC）       | フジテレビ系列 | 2016年6月24日（金）23:00 - 23:58 | 同時ネット |
| 佐賀県        | サガテレビ（STS）         | フジテレビ系列 | 2016年6月24日（金）23:00 - 23:58 | 同時ネット |
| 長崎県        | テレビ長崎（KTN）         | フジテレビ系列 | 2016年6月24日（金）23:00 - 23:58 | 同時ネット |
| 熊本県        | テレビくまもと（TKU）     | フジテレビ系列 | 2016年6月24日（金）23:00 - 23:58 | 同時ネット |
| 鹿児島県      | 鹿児島テレビ（KTS）       | フジテレビ系列 | 2016年6月24日（金）23:00 - 23:58 | 同時ネット |
| 沖縄県        | 沖縄テレビ（OTV）         | フジテレビ系列 | 2016年6月24日（金）23:00 - 23:58 | 同時ネット |

### お正月スペシャル2017
| 放送対象地域  | 放送局                    | 系列           | 放送日時                         | ネット状況 |
| ------------- | ------------------------- | -------------- | -------------------------------- | ---------- |
| 関東広域圏    | フジテレビ（CX）          | フジテレビ系列 | 2017年1月3日（水）23:30 - 翌0:30 | 制作局     |
| 北海道        | 北海道文化放送（uhb）     | フジテレビ系列 | 2017年1月3日（水）23:30 - 翌0:30 | 同時ネット |
| 岩手県        | 岩手めんこいテレビ（mit） | フジテレビ系列 | 2017年1月3日（水）23:30 - 翌0:30 | 同時ネット |
| 宮城県        | 仙台放送（OX）            | フジテレビ系列 | 2017年1月3日（水）23:30 - 翌0:30 | 同時ネット |
| 秋田県        | 秋田テレビ（AKT）         | フジテレビ系列 | 2017年1月3日（水）23:30 - 翌0:30 | 同時ネット |
| 山形県        | さくらんぼテレビ（SAY）   | フジテレビ系列 | 2017年1月3日（水）23:30 - 翌0:30 | 同時ネット |
| 福島県        | 福島テレビ（FTV）         | フジテレビ系列 | 2017年1月3日（水）23:30 - 翌0:30 | 同時ネット |
| 新潟県        | 新潟総合テレビ（NST）     | フジテレビ系列 | 2017年1月3日（水）23:30 - 翌0:30 | 同時ネット |
| 長野県        | 長野放送（NBS）           | フジテレビ系列 | 2017年1月3日（水）23:30 - 翌0:30 | 同時ネット |
| 静岡県        | テレビ静岡（SUT）         | フジテレビ系列 | 2017年1月3日（水）23:30 - 翌0:30 | 同時ネット |
| 富山県        | 富山テレビ（BBT）         | フジテレビ系列 | 2017年1月3日（水）23:30 - 翌0:30 | 同時ネット |
| 石川県        | 石川テレビ（ITC）         | フジテレビ系列 | 2017年1月3日（水）23:30 - 翌0:30 | 同時ネット |
| 福井県        | 福井テレビ（FTB）         | フジテレビ系列 | 2017年1月3日（水）23:30 - 翌0:30 | 同時ネット |
| 中京広域圏    | 東海テレビ（THK）         | フジテレビ系列 | 2017年1月3日（水）23:30 - 翌0:30 | 同時ネット |
| 近畿広域圏    | 関西テレビ（KTV）         | フジテレビ系列 | 2017年1月3日（水）23:30 - 翌0:30 | 同時ネット |
| 鳥取県 島根県 | 山陰中央テレビ（TSK）     | フジテレビ系列 | 2017年1月3日（水）23:30 - 翌0:30 | 同時ネット |
| 岡山県 香川県 | 岡山放送（OHK）           | フジテレビ系列 | 2017年1月3日（水）23:30 - 翌0:30 | 同時ネット |
| 広島県        | テレビ新広島（tss）       | フジテレビ系列 | 2017年1月3日（水）23:30 - 翌0:30 | 同時ネット |
| 愛媛県        | テレビ愛媛（EBC）         | フジテレビ系列 | 2017年1月3日（水）23:30 - 翌0:30 | 同時ネット |
| 高知県        | 高知さんさんテレビ（KSS） | フジテレビ系列 | 2017年1月3日（水）23:30 - 翌0:30 | 同時ネット |
| 福岡県        | テレビ西日本（TNC）       | フジテレビ系列 | 2017年1月3日（水）23:30 - 翌0:30 | 同時ネット |
| 佐賀県        | サガテレビ（STS）         | フジテレビ系列 | 2017年1月3日（水）23:30 - 翌0:30 | 同時ネット |
| 長崎県        | テレビ長崎（KTN）         | フジテレビ系列 | 2017年1月3日（水）23:30 - 翌0:30 | 同時ネット |
| 熊本県        | テレビくまもと（TKU）     | フジテレビ系列 | 2017年1月3日（水）23:30 - 翌0:30 | 同時ネット |
| 鹿児島県      | 鹿児島テレビ（KTS）       | フジテレビ系列 | 2017年1月3日（水）23:30 - 翌0:30 | 同時ネット |
| 沖縄県        | 沖縄テレビ（OTV）         | フジテレビ系列 | 2017年1月3日（水）23:30 - 翌0:30 | 同時ネット |

### えげつないクセまみれSP
| 放送対象地域  | 放送局                    | 系列                                         | 放送日時                         | ネット状況 |
| ------------- | ------------------------- | -------------------------------------------- | -------------------------------- | ---------- |
| 関東広域圏    | フジテレビ（CX）          | フジテレビ系列                               | 2017年7月19日（水）22:00 - 22:54 | 制作局     |
| 北海道        | 北海道文化放送（uhb）     | フジテレビ系列                               | 2017年7月19日（水）22:00 - 22:54 | 同時ネット |
| 岩手県        | 岩手めんこいテレビ（mit） | フジテレビ系列                               | 2017年7月19日（水）22:00 - 22:54 | 同時ネット |
| 宮城県        | 仙台放送（OX）            | フジテレビ系列                               | 2017年7月19日（水）22:00 - 22:54 | 同時ネット |
| 秋田県        | 秋田テレビ（AKT）         | フジテレビ系列                               | 2017年7月19日（水）22:00 - 22:54 | 同時ネット |
| 山形県        | さくらんぼテレビ（SAY）   | フジテレビ系列                               | 2017年7月19日（水）22:00 - 22:54 | 同時ネット |
| 福島県        | 福島テレビ（FTV）         | フジテレビ系列                               | 2017年7月19日（水）22:00 - 22:54 | 同時ネット |
| 新潟県        | 新潟総合テレビ（NST）     | フジテレビ系列                               | 2017年7月19日（水）22:00 - 22:54 | 同時ネット |
| 長野県        | 長野放送（NBS）           | フジテレビ系列                               | 2017年7月19日（水）22:00 - 22:54 | 同時ネット |
| 静岡県        | テレビ静岡（SUT）         | フジテレビ系列                               | 2017年7月19日（水）22:00 - 22:54 | 同時ネット |
| 富山県        | 富山テレビ（BBT）         | フジテレビ系列                               | 2017年7月19日（水）22:00 - 22:54 | 同時ネット |
| 石川県        | 石川テレビ（ITC）         | フジテレビ系列                               | 2017年7月19日（水）22:00 - 22:54 | 同時ネット |
| 福井県        | 福井テレビ（FTB）         | フジテレビ系列                               | 2017年7月19日（水）22:00 - 22:54 | 同時ネット |
| 中京広域圏    | 東海テレビ（THK）         | フジテレビ系列                               | 2017年7月19日（水）22:00 - 22:54 | 同時ネット |
| 近畿広域圏    | 関西テレビ（KTV）         | フジテレビ系列                               | 2017年7月19日（水）22:00 - 22:54 | 同時ネット |
| 鳥取県 島根県 | 山陰中央テレビ（TSK）     | フジテレビ系列                               | 2017年7月19日（水）22:00 - 22:54 | 同時ネット |
| 岡山県 香川県 | 岡山放送（OHK）           | フジテレビ系列                               | 2017年7月19日（水）22:00 - 22:54 | 同時ネット |
| 広島県        | テレビ新広島（tss）       | フジテレビ系列                               | 2017年7月19日（水）22:00 - 22:54 | 同時ネット |
| 愛媛県        | テレビ愛媛（EBC）         | フジテレビ系列                               | 2017年7月19日（水）22:00 - 22:54 | 同時ネット |
| 高知県        | 高知さんさんテレビ（KSS） | フジテレビ系列                               | 2017年7月19日（水）22:00 - 22:54 | 同時ネット |
| 福岡県        | テレビ西日本（TNC）       | フジテレビ系列                               | 2017年7月19日（水）22:00 - 22:54 | 同時ネット |
| 佐賀県        | サガテレビ（STS）         | フジテレビ系列                               | 2017年7月19日（水）22:00 - 22:54 | 同時ネット |
| 長崎県        | テレビ長崎（KTN）         | フジテレビ系列                               | 2017年7月19日（水）22:00 - 22:54 | 同時ネット |
| 熊本県        | テレビくまもと（TKU）     | フジテレビ系列                               | 2017年7月19日（水）22:00 - 22:54 | 同時ネット |
| 宮崎県        | テレビ宮崎（UMK）         | フジテレビ系列 日本テレビ系列 テレビ朝日系列 | 2017年7月19日（水）22:00 - 22:54 | 同時ネット |
| 鹿児島県      | 鹿児島テレビ（KTS）       | フジテレビ系列                               | 2017年7月19日（水）22:00 - 22:54 | 同時ネット |
| 沖縄県        | 沖縄テレビ（OTV）         | フジテレビ系列                               | 2017年7月19日（水）22:00 - 22:54 | 同時ネット |

### お正月スペシャル2018
| 放送対象地域  | 放送局                    | 系列           | 放送日時                         | ネット状況 |
| ------------- | ------------------------- | -------------- | -------------------------------- | ---------- |
| 関東広域圏    | フジテレビ（CX）          | フジテレビ系列 | 2018年1月2日（火）23:30 - 翌0:30 | 制作局     |
| 北海道        | 北海道文化放送（uhb）     | フジテレビ系列 | 2018年1月2日（火）23:30 - 翌0:30 | 同時ネット |
| 岩手県        | 岩手めんこいテレビ（mit） | フジテレビ系列 | 2018年1月2日（火）23:30 - 翌0:30 | 同時ネット |
| 宮城県        | 仙台放送（OX）            | フジテレビ系列 | 2018年1月2日（火）23:30 - 翌0:30 | 同時ネット |
| 秋田県        | 秋田テレビ（AKT）         | フジテレビ系列 | 2018年1月2日（火）23:30 - 翌0:30 | 同時ネット |
| 山形県        | さくらんぼテレビ（SAY）   | フジテレビ系列 | 2018年1月2日（火）23:30 - 翌0:30 | 同時ネット |
| 福島県        | 福島テレビ（FTV）         | フジテレビ系列 | 2018年1月2日（火）23:30 - 翌0:30 | 同時ネット |
| 新潟県        | 新潟総合テレビ（NST）     | フジテレビ系列 | 2018年1月2日（火）23:30 - 翌0:30 | 同時ネット |
| 長野県        | 長野放送（NBS）           | フジテレビ系列 | 2018年1月2日（火）23:30 - 翌0:30 | 同時ネット |
| 静岡県        | テレビ静岡（SUT）         | フジテレビ系列 | 2018年1月2日（火）23:30 - 翌0:30 | 同時ネット |
| 富山県        | 富山テレビ（BBT）         | フジテレビ系列 | 2018年1月2日（火）23:30 - 翌0:30 | 同時ネット |
| 石川県        | 石川テレビ（ITC）         | フジテレビ系列 | 2018年1月2日（火）23:30 - 翌0:30 | 同時ネット |
| 福井県        | 福井テレビ（FTB）         | フジテレビ系列 | 2018年1月2日（火）23:30 - 翌0:30 | 同時ネット |
| 中京広域圏    | 東海テレビ（THK）         | フジテレビ系列 | 2018年1月2日（火）23:30 - 翌0:30 | 同時ネット |
| 近畿広域圏    | 関西テレビ（KTV）         | フジテレビ系列 | 2018年1月2日（火）23:30 - 翌0:30 | 同時ネット |
| 鳥取県 島根県 | 山陰中央テレビ（TSK）     | フジテレビ系列 | 2018年1月2日（火）23:30 - 翌0:30 | 同時ネット |
| 岡山県 香川県 | 岡山放送（OHK）           | フジテレビ系列 | 2018年1月2日（火）23:30 - 翌0:30 | 同時ネット |
| 広島県        | テレビ新広島（tss）       | フジテレビ系列 | 2018年1月2日（火）23:30 - 翌0:30 | 同時ネット |
| 愛媛県        | テレビ愛媛（EBC）         | フジテレビ系列 | 2018年1月2日（火）23:30 - 翌0:30 | 同時ネット |
| 高知県        | 高知さんさんテレビ（KSS） | フジテレビ系列 | 2018年1月2日（火）23:30 - 翌0:30 | 同時ネット |
| 福岡県        | テレビ西日本（TNC）       | フジテレビ系列 | 2018年1月2日（火）23:30 - 翌0:30 | 同時ネット |
| 佐賀県        | サガテレビ（STS）         | フジテレビ系列 | 2018年1月2日（火）23:30 - 翌0:30 | 同時ネット |
| 長崎県        | テレビ長崎（KTN）         | フジテレビ系列 | 2018年1月2日（火）23:30 - 翌0:30 | 同時ネット |
| 熊本県        | テレビくまもと（TKU）     | フジテレビ系列 | 2018年1月2日（火）23:30 - 翌0:30 | 同時ネット |
| 鹿児島県      | 鹿児島テレビ（KTS）       | フジテレビ系列 | 2018年1月2日（火）23:30 - 翌0:30 | 同時ネット |
| 沖縄県        | 沖縄テレビ（OTV）         | フジテレビ系列 | 2018年1月2日（火）23:30 - 翌0:30 | 同時ネット |

### お正月スペシャル2019
| 放送対象地域  | 放送局                    | 系列           | 放送日時                         | ネット状況 |
| ------------- | ------------------------- | -------------- | -------------------------------- | ---------- |
| 関東広域圏    | フジテレビ（CX）          | フジテレビ系列 | 2019年1月1日（火）23:30 - 翌0:30 | 制作局     |
| 北海道        | 北海道文化放送（uhb）     | フジテレビ系列 | 2019年1月1日（火）23:30 - 翌0:30 | 同時ネット |
| 岩手県        | 岩手めんこいテレビ（mit） | フジテレビ系列 | 2019年1月1日（火）23:30 - 翌0:30 | 同時ネット |
| 宮城県        | 仙台放送（OX）            | フジテレビ系列 | 2019年1月1日（火）23:30 - 翌0:30 | 同時ネット |
| 秋田県        | 秋田テレビ（AKT）         | フジテレビ系列 | 2019年1月1日（火）23:30 - 翌0:30 | 同時ネット |
| 山形県        | さくらんぼテレビ（SAY）   | フジテレビ系列 | 2019年1月1日（火）23:30 - 翌0:30 | 同時ネット |
| 福島県        | 福島テレビ（FTV）         | フジテレビ系列 | 2019年1月1日（火）23:30 - 翌0:30 | 同時ネット |
| 新潟県        | 新潟総合テレビ（NST）     | フジテレビ系列 | 2019年1月1日（火）23:30 - 翌0:30 | 同時ネット |
| 長野県        | 長野放送（NBS）           | フジテレビ系列 | 2019年1月1日（火）23:30 - 翌0:30 | 同時ネット |
| 静岡県        | テレビ静岡（SUT）         | フジテレビ系列 | 2019年1月1日（火）23:30 - 翌0:30 | 同時ネット |
| 富山県        | 富山テレビ（BBT）         | フジテレビ系列 | 2019年1月1日（火）23:30 - 翌0:30 | 同時ネット |
| 石川県        | 石川テレビ（ITC）         | フジテレビ系列 | 2019年1月1日（火）23:30 - 翌0:30 | 同時ネット |
| 福井県        | 福井テレビ（FTB）         | フジテレビ系列 | 2019年1月1日（火）23:30 - 翌0:30 | 同時ネット |
| 中京広域圏    | 東海テレビ（THK）         | フジテレビ系列 | 2019年1月1日（火）23:30 - 翌0:30 | 同時ネット |
| 近畿広域圏    | 関西テレビ（KTV）         | フジテレビ系列 | 2019年1月1日（火）23:30 - 翌0:30 | 同時ネット |
| 鳥取県 島根県 | 山陰中央テレビ（TSK）     | フジテレビ系列 | 2019年1月1日（火）23:30 - 翌0:30 | 同時ネット |
| 岡山県 香川県 | 岡山放送（OHK）           | フジテレビ系列 | 2019年1月1日（火）23:30 - 翌0:30 | 同時ネット |
| 広島県        | テレビ新広島（tss）       | フジテレビ系列 | 2019年1月1日（火）23:30 - 翌0:30 | 同時ネット |
| 愛媛県        | テレビ愛媛（EBC）         | フジテレビ系列 | 2019年1月1日（火）23:30 - 翌0:30 | 同時ネット |
| 高知県        | 高知さんさんテレビ（KSS） | フジテレビ系列 | 2019年1月1日（火）23:30 - 翌0:30 | 同時ネット |
| 福岡県        | テレビ西日本（TNC）       | フジテレビ系列 | 2019年1月1日（火）23:30 - 翌0:30 | 同時ネット |
| 佐賀県        | サガテレビ（STS）         | フジテレビ系列 | 2019年1月1日（火）23:30 - 翌0:30 | 同時ネット |
| 長崎県        | テレビ長崎（KTN）         | フジテレビ系列 | 2019年1月1日（火）23:30 - 翌0:30 | 同時ネット |
| 熊本県        | テレビくまもと（TKU）     | フジテレビ系列 | 2019年1月1日（火）23:30 - 翌0:30 | 同時ネット |
| 鹿児島県      | 鹿児島テレビ（KTS）       | フジテレビ系列 | 2019年1月1日（火）23:30 - 翌0:30 | 同時ネット |
| 沖縄県        | 沖縄テレビ（OTV）         | フジテレビ系列 | 2019年1月1日（火）23:30 - 翌0:30 | 同時ネット |